# AMC Concord
El AMC Concord es un automóvil compacto que fue fabricado y comercializado por American Motors Corporation durante los años del modelo de 1978 a 1983. Esencialmente, fue una revisión del AMC Hornet (que se suspendió después de 1977), pero más lujoso, más silencioso, más espacioso y más refinado que el modelo al que reemplazó. Se ofreció en configuraciones sedán de cuatro puertas, cupé de dos puertas (hasta 1982), hatchback de tres puertas (hasta 1979) y familiar de cinco puertas. Se convirtió en el modelo de mayor volumen de ventas de la compañía desde el momento en que apareció hasta la introducción del Renault Alliance.
El automóvil también estuvo disponible como un modelo AMX hatchback de dos puertas, orientado a una conducción deportiva. Algunas series carecieron de emblemas de identificación con la palabra "Concord", como las unidades del año modelo de 1978 y el Concord Sundancer descapotable disponible durante 1981 y 1982, una conversión autorizada vendida a través de los distribuidores de AMC.
La empresa Vehículos Automotores Maxicanos (VAM) ensambló y comercializó versiones modificadas del Concord en México con la denominación de VAM American, incluido un modelo único que fue bautizado como VAM Lerma. Por su parte, la compañía Solargen comercializó durante 1979 y 1980 una variante eléctrica de los Concord familiares independientemente de AMC  
En 1979 La marca VAM Vehículos Automotores Mexicanos creó una edición especial deportiva de alto rendimiento del American de 2 puertas cupé venía equipado con un motor 6 cilindros en línea exclusivamente Hecho en México un 282 4.6 litros de 250 CV contaba con un cigüeñal forjado pistones planos árbol de levas de alto rendimiento cabeza semiporteada encendido electrónico headers con una transmisión Hurst 4 Velocidades (caja rápida) y con quemacocos (opcional) en el cofre venía con un estampado de un abejorro cómo del AMC Hornet 

## Origen y desarrollo

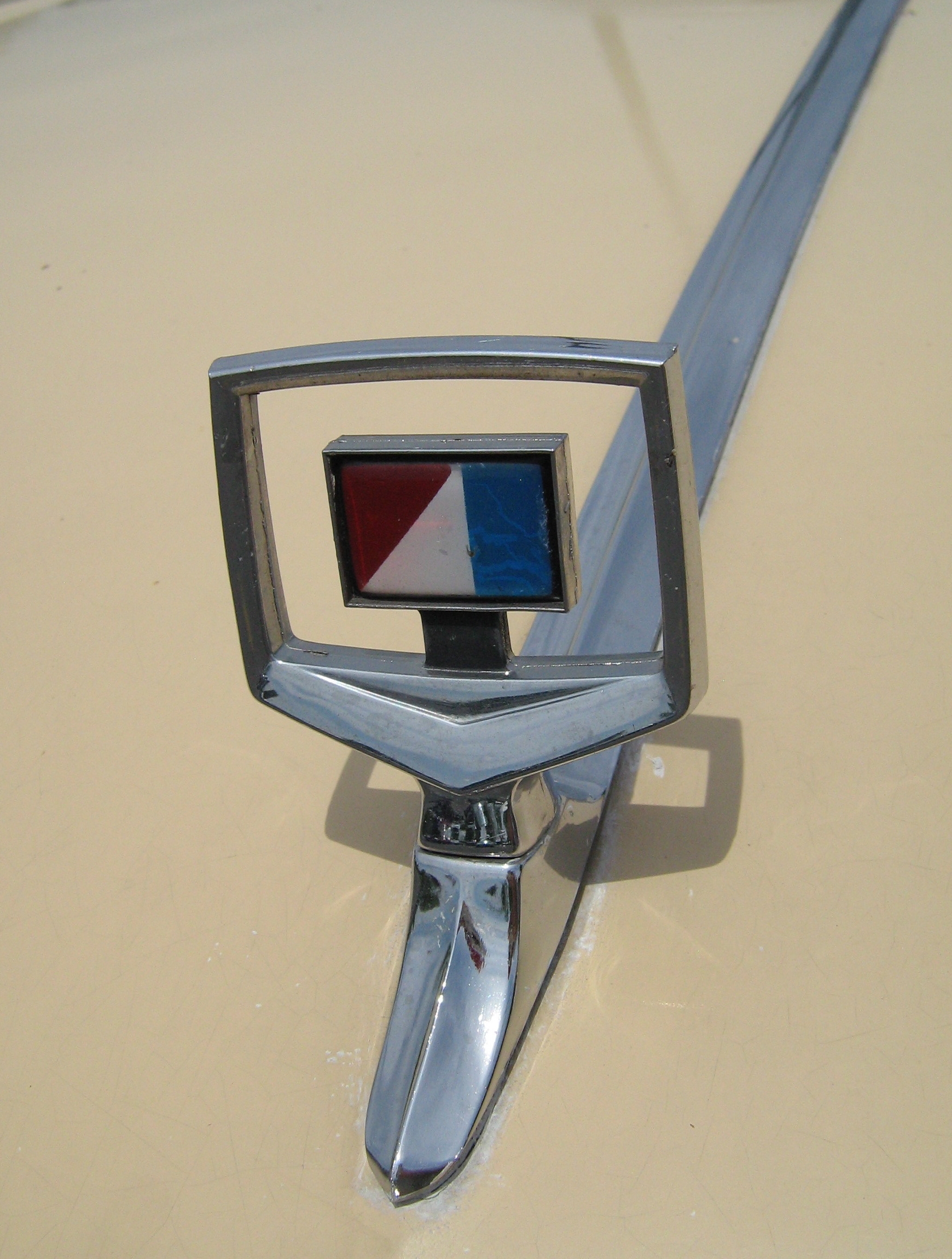
Adorno del capó de un AMC Concord

American Motors no pudo desarrollar un automóvil completamente nuevo para reemplazar al envejecido aunque todavía exitoso Hornet. Se esperaba la competencia de los modelos de la nueva plataforma Ford Fox, como los Fairmont y Zephyr. Los coches de tamaño intermedio de la plataforma A de General Motors de tracción trasera, como el Chevrolet Malibu, también serían reducidos con la misma distancia entre ejes de 108 pulgadas (2743 mm) que el Hornet para el año modelo de 1978, tras la anterior reducción de sus modelos de tamaño completo. Por lo tanto, el fabricante de automóviles estadounidense más pequeño necesitaba algo nuevo para seguir compitiendo en una clase que durante mucho tiempo había sido su segmento de mercado principal. El Concord de 1978 ofrecía un estilo ligeramente revisado, un mayor nivel de detalles y accesorios, y un énfasis en la manufactura y la calidad impulsado por el creciente éxito de los coches importados de Japón. La transformación del viejo Hornet en el nuevo Concord de 1978 incluyó la promoción del nuevo modelo como un compacto de lujo de primer nivel con un precio inicial competitivo en el rango medio de 4.000 dólares (unos 18 686 $ en 2023).
La industria automotriz de EE. UU. todavía tenía la amplitud necesaria "para dar cabida a una pequeña empresa lo suficientemente hábil como para explotar segmentos especiales del mercado que los gigantes habían dejado desatendidos" y bajo el liderazgo de "Gerald C. Meyers, AMC transformó el austero y viejo Hornet en el más hermoso Concord". Dick Teague, el principal diseñador de automóviles de AMC, utilizó los guardabarros delanteros del Gremlin de 1977 ligeramente modificados, combinados con un nuevo capó sobre rematado con una calandra con una rejilla cromada tipo caja de huevos de seis secciones que incorporaba unas luces de estacionamiento rectangulares blancas, así como nuevos faros rectangulares, parachoques, tapas de fibra de vidrio para los guardabarros trasero, luces traseras rectangulares tricolores y un adorno de capó con un nuevo emblema de Concord. En los automóviles con el paquete D/L opcional, el techo presentaba un recubrimiento de vinilo que estaba disponible en colores a juego o contrastantes.
El nuevo modelo presentaba un mayor aislamiento acústico y mejoras en la suspensión para reducir las vibraciones y el ruido en el interior del vehículo. El tren de rodadura del nuevo automóvil compacto se diseñó "con el objetivo de brindar una marcha prácticamente silenciosa", para lo que se aislaron la suspensión delantera y el eje trasero del automóvil. Todos los modelos Concord incluyeron aislamiento especial en el tablero y en la parte delantera del habitáculo, así como revestimientos insonorizantes en todas las áreas donde se unían los componentes de plástico. Los modelos superiores también venían con un techo aislado acústicamente de fibra de vidrio moldeada y almohadillas de absorción de sonido detrás de todos los paneles interiores.
El Concord también vino con numerosas características estándar de comodidad y lujo, ganando una pulgada (25,4 mm) de espacio para la cabeza en el asiento trasero, así como dos pulgadas adicionales (50,8 mm) de espacio para las piernas de los pasajeros de los asientos de atrás. Una ventaja de usar el diseño antiguo y pesado del Hornet fue la rigidez de su carrocería, que brindaba un adecuado nivel  de seguridad. Las pruebas de choque realizadas por la NHTSA mostraron que la probabilidad de lesiones en un vehículo en caso de choque variaba desde un mínimo del nueve por ciento para el AMC Concord de cuatro puertas hasta un máximo del 97 por ciento para el Nissan Sentra de dos puertas.
American Motors recurría cada vez más al mercado de la tracción en las cuatro ruedas, que crecía rápidamente, pero la mayor parte de la cobertura de prensa para el año modelo 1978 "se centró en el nuevo automóvil compacto de lujo Concord de AMC, lo que era una señal de que, incluso entonces, los reporteros todavía consideraban los automóviles más importante que los jeeps". El nuevo Concord fue popular entre los consumidores al vender más que todas las demás líneas de automóviles AMC combinadas en 1978, su primer año.

## Cambios anuales

### 1978

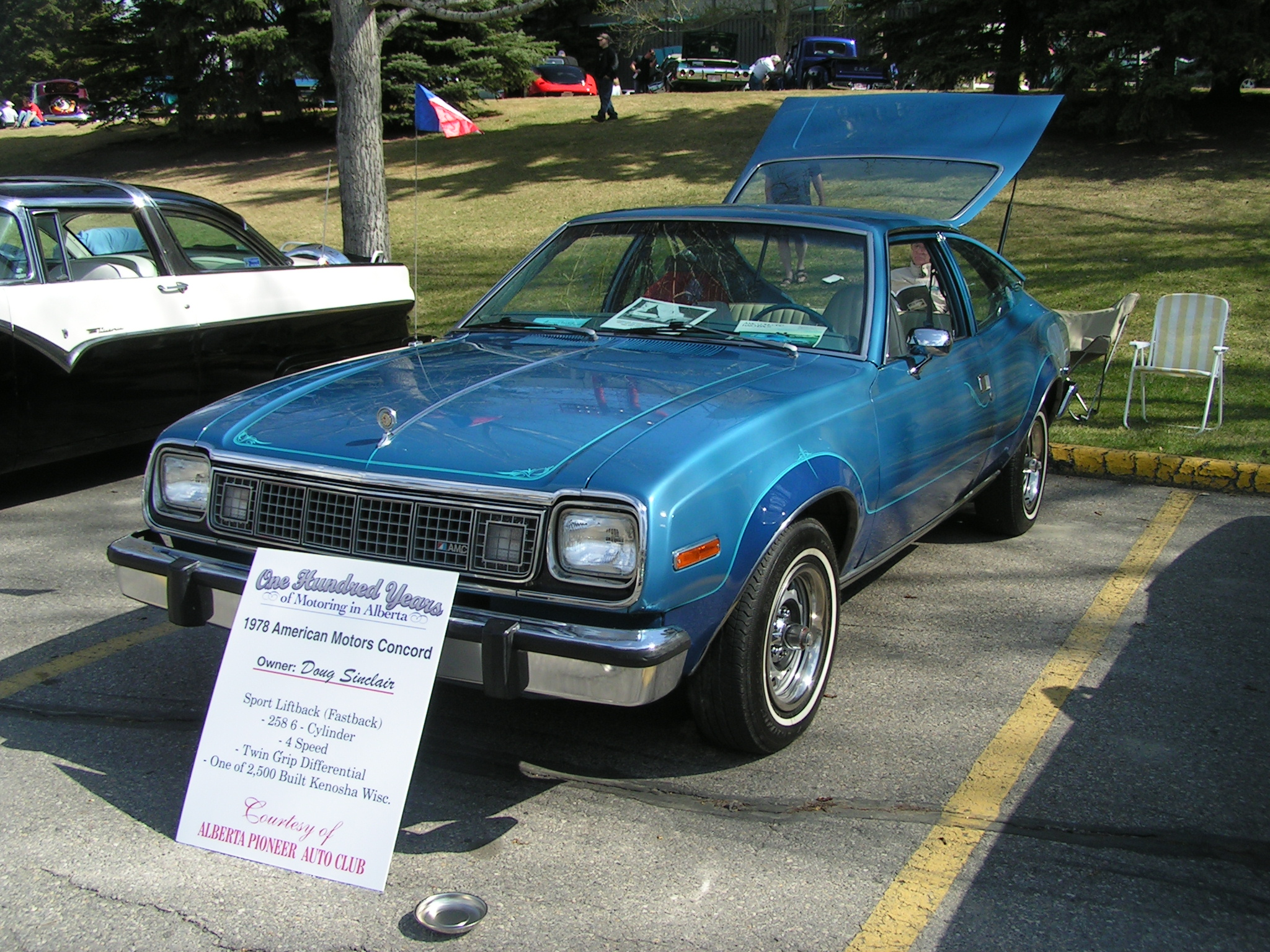
AMC Concord DL Sport liftback de 1978

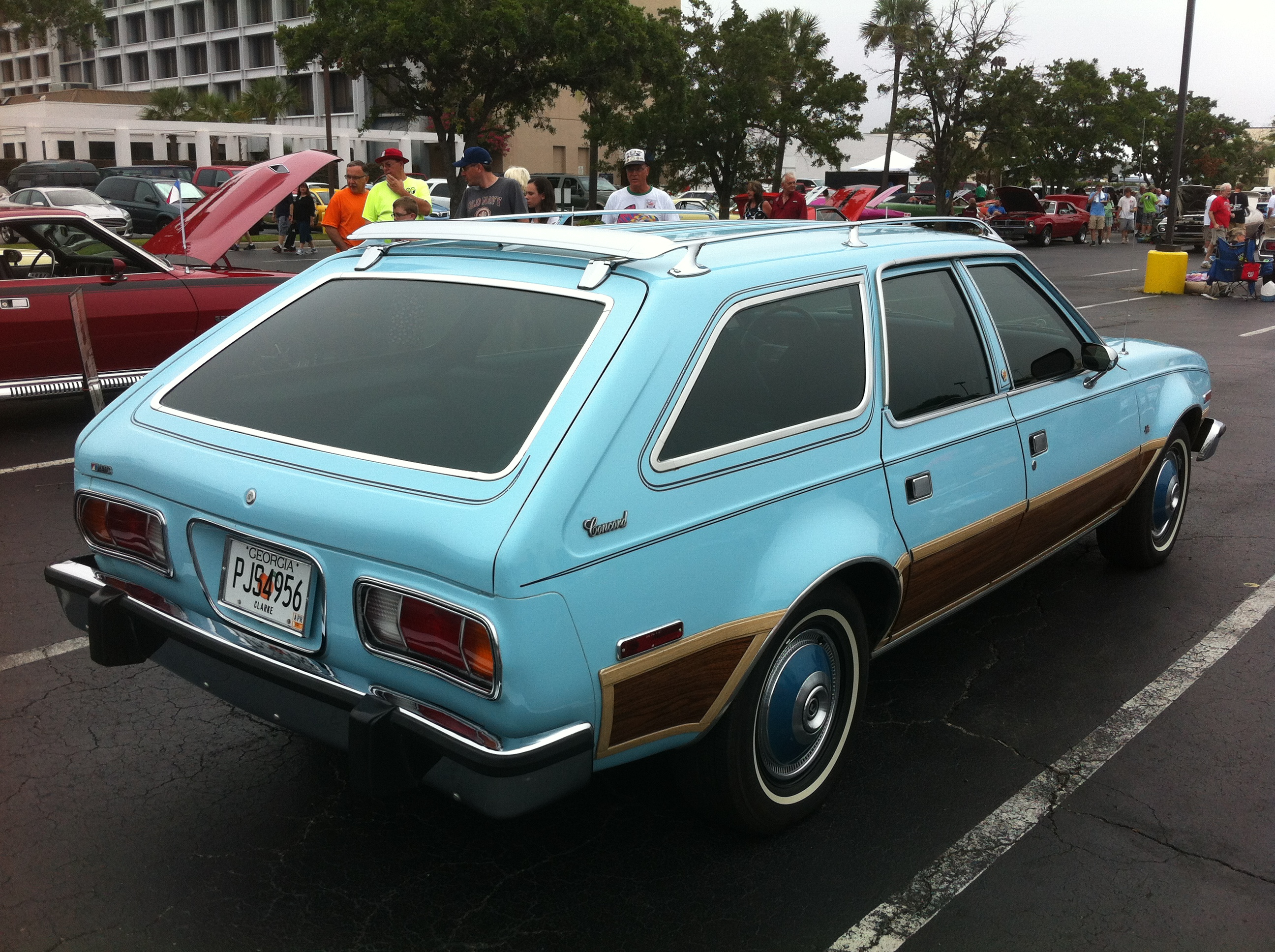
AMC Concord DL familiar de 1978

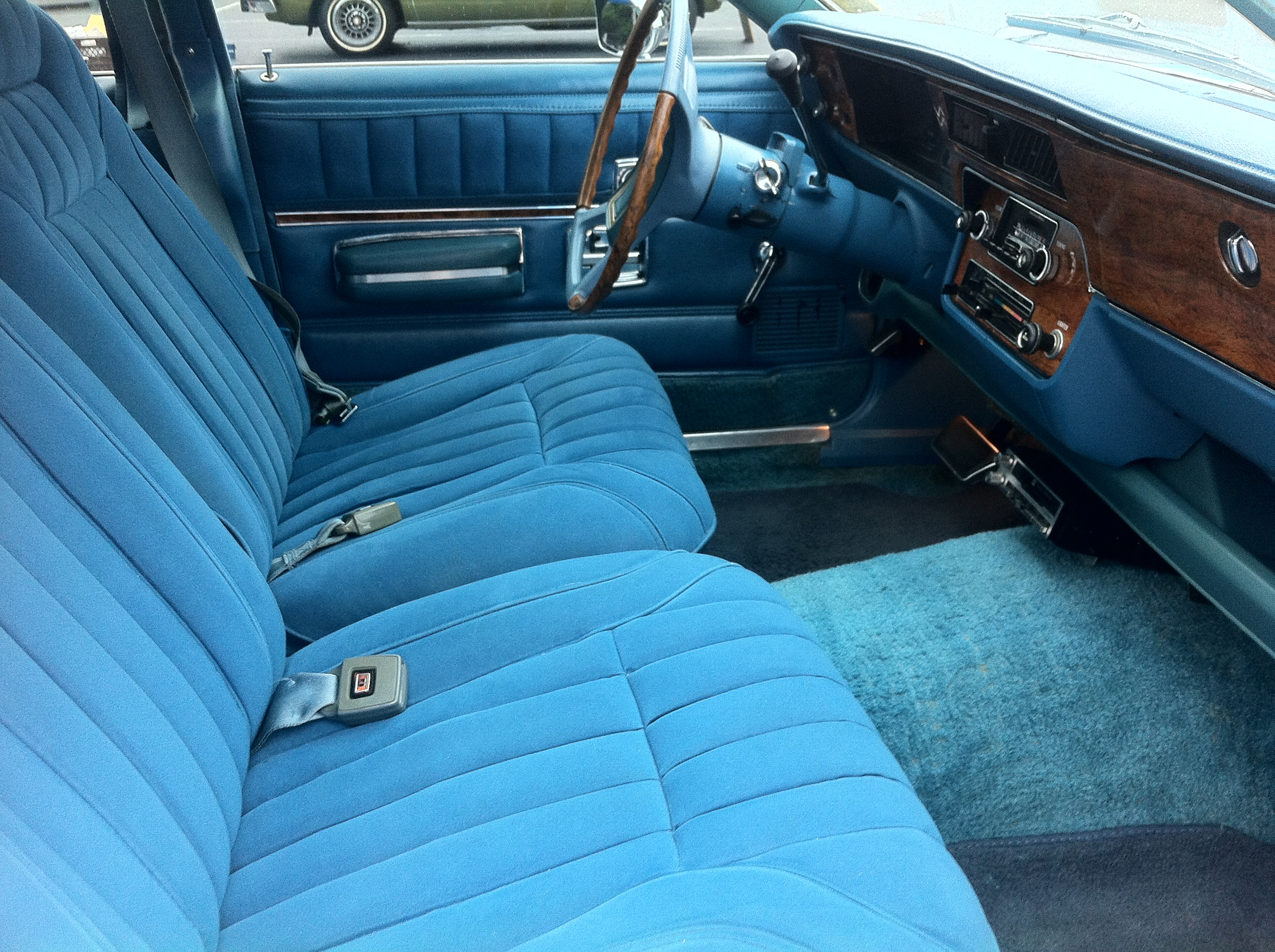
Tapicería de tela de terciopelo de 1978 y detalles en madera veteada

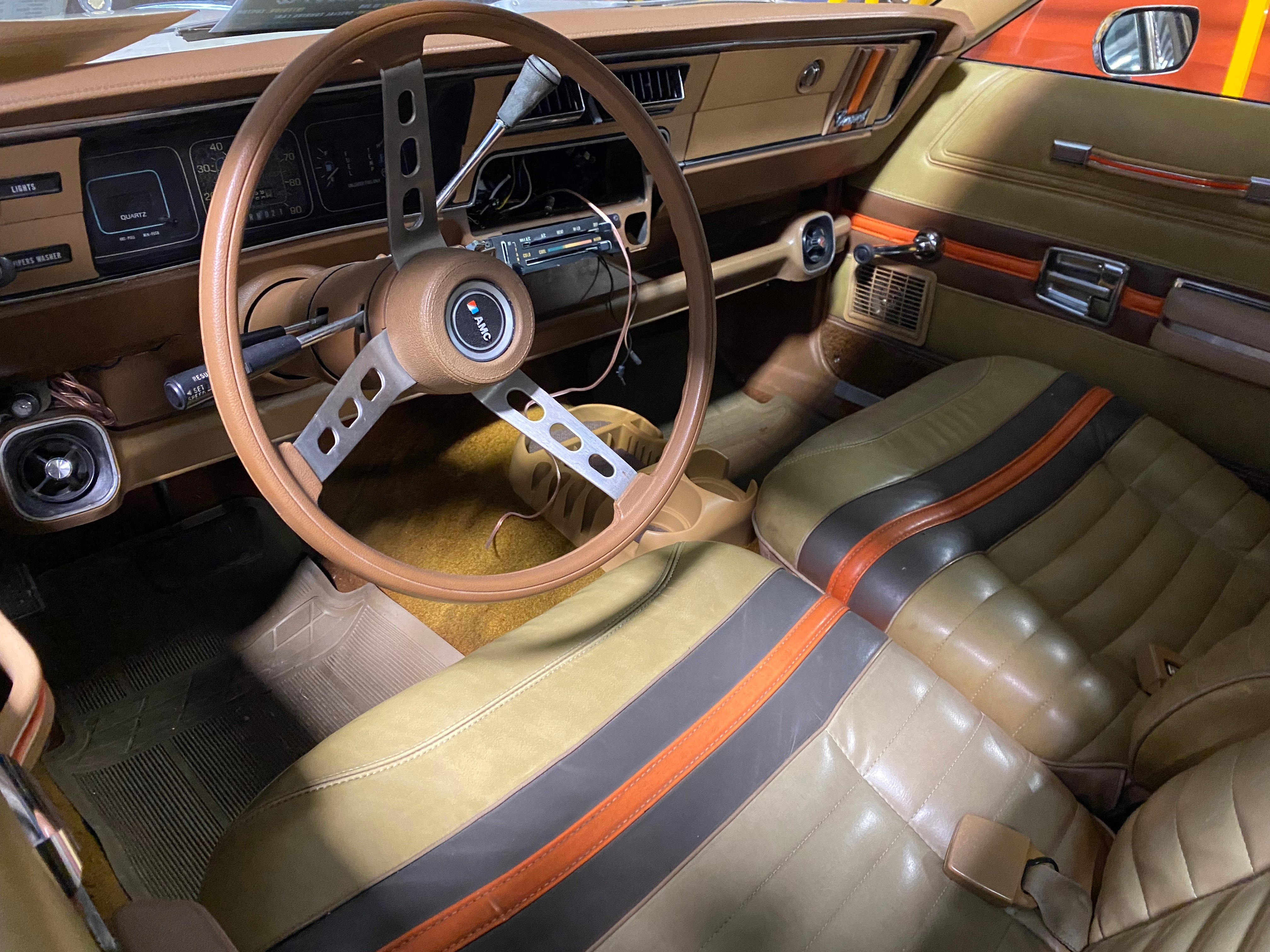
Interior de un Touring Familiar de 1978

En su año del modelo inaugural, los modelos Concord estaban disponibles en base y la línea superior D/L en cuatro estilos de carrocería.
El modelo base del Concord sedán retuvo las líneas del techo del sedán de dos y cuatro puertas del Hornet anterior, pero incorporó el nuevo estilo delantero y trasero, así como otras mejoras mecánicas.
El D/L presentaba muchas de los detalles de lujo que eran populares en los autos en la década de 1970: un techo de vinilo "landau" con ventanas de ópera (solo los cupés), cubiertas de ruedas coloreadas, asientos reclinables cubiertos con tela de pana y revestimiento de madera del panel de instrumentos. El familiar D/L presentaba molduras exteriores de madera veteada y asientos reclinables en vinilo perforado similar al cuero.
Disponible exclusivamente en los familiares D/L estaba un paquete denominado Touring Wagon. Incluía un interior beige especial con detalles en naranja y marrón en la tapicería de los asientos, los paneles de las puertas, la moldura del tablero y las molduras laterales exteriores. La moqueta era extra gruesa de 24 oz. en todas partes y el volante estaba forrado en cuero beige. Los paneles exteriores de madera del familiar D/L no estaban disponibles. El paquete Touring Wagon vino en solo cuatro colores exteriores con cubiertas de ruedas completas pintadas a juego: Alpine White, Sand Tan, Golden Ginger y Mocha Brown.
El paquete Sport incluía ruedas de carretera con ranuras y bandas en los costados de la carrocería en la mitad inferior del vehículo, que se extendían alrededor de los ensanchamientos de las ruedas.
Un modelo AMX especial estaba disponible solo en el estilo de carrocería liftback y presentaba un acabado único y mejoras de rendimiento. Esta fue una versión compacta de un solo año, ya que el acabado AMX pasó a la plataforma Spirit subcompacta en 1979.
El motor I6 de 232 plg³ (3,8 L) era estándar, con el propulsor de seis cilindros de 258 plg³ (4,2 L) y el V8 de 304 plg³ (5 L) opcionales en los modelos D/L. Las opciones de transmisión incluían un sistema manual de tres velocidades, otro automático de tres velocidades o un manual de cuatro velocidades con la palanca de cambio en el piso. Un Concord con motor V8 era capaz de acelerar de 0 to 60 mph (0 a 97 km/h) en 10,4 segundos y alcanzaba una velocidad máxima de 100 millas por hora (160,9 km/h).
American Motors también presentó un motor de cuatro cilindros en línea opcional de 2.0 L (122 cu in) diseñado por Volkswagen/Audi, que también estaba disponible en el Gremlin y más tarde en el Spirit. El motor era el mismo que se usaba en el Porsche 924, aunque el Porsche estaba equipado con inyección de combustible Bosch en lugar de los carburadores empleados en los modelos de AMC. Este motor permitía reducir el consumo, pero no era tan potente como el motor estándar de seis cilindros. Debido al costo de adquirir los derechos del nuevo motor 2.0 L, AMC no podía permitirse convertirlo en equipo estándar.
American Motors comercializó el Concord como una alternativa más económica a los autos de lujo más grandes. El eslogan de los anuncios en el momento de su presentación lo promocionaba como el automóvil con "El lujo que Estados Unidos quiere, y el tamaño que Estados Unidos necesita". El estilo de carrocería más popular fue el cupé de dos puertas que representó casi la mitad de la producción total del vehículo en 1978. El Concord vendió más que los otros modelos de pasajeros de AMC (Pacer, Matador y Gremlin) combinados en su primer año en el mercado.
Una comparación de la revista "Popular Science" de cuatro nuevos sedanes compactos concluyó que el objetivo de AMC "dio en el blanco" entre los compradores de automóviles que estaban cambiando a modelos más pequeños. El AMC Concord obtuvo los "máximos honores por nivel de equipamiento" con sus lujosos asientos reclinables cubiertos con tela similar al terciopelo, "asientos delanteros que enorgullecerían a un Cadillac", así como su "motor de seis cilindros en línea similar a un V8 en una serie de aspectos, incluida la suavidad, la potencia y los niveles de ruido". Los materiales de alta calidad y el atractivo diseño del tablero "le harían pensar que este es un automóvil caro excepto por el deficiente nivel de los acabados". En comparación con los Ford Fairmont, Plymouth Volaré y Pontiac Phoenix, los coches compactos de 1978 ofrecían más variedad y "especialmente el Concord, son más refinados que nunca y tienen mucho sentido como automóviles familiares".
En una encuesta nacional realizada por la revista Popular Mechanics, los propietarios respondieron que les gustaban sus AMC Concord tras un total de 1 127 000 millas (1 813 726 km) acumuladas. informaron "pocas quejas y bastante menores". Cuando se les pidió a los conductores que señalaran sus quejas, el 30 % de los propietarios de un AMC Concord respondió que "ninguna", batiendo así el récord de los 17 modelos analizados por la revista en 1977 por un amplio margen, incluido el Honda Accord (con solo un 18,9% de usuarios "sin quejas").

### 1979

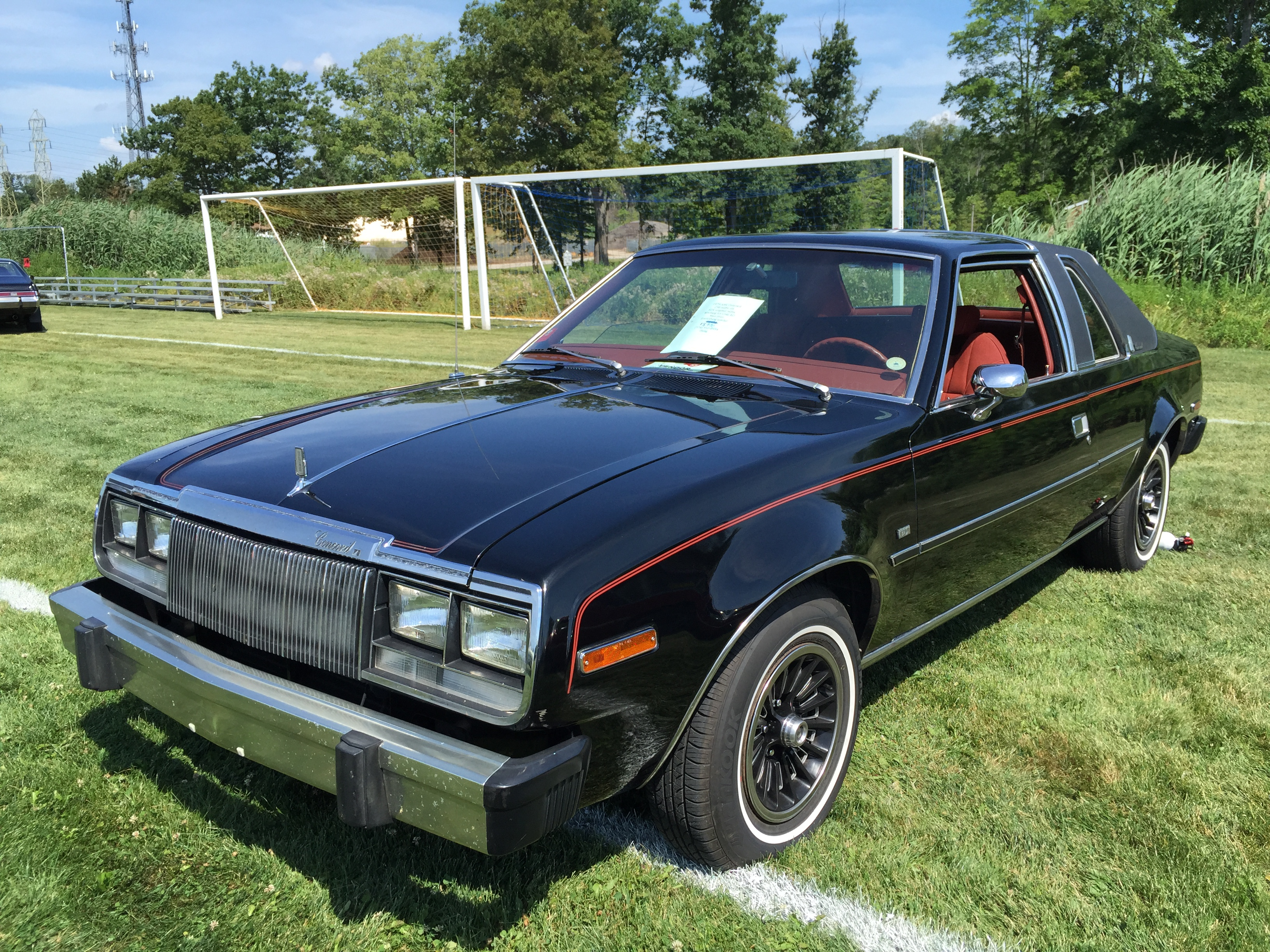
AMC Concord D/L 2-puertas sedán de 1979

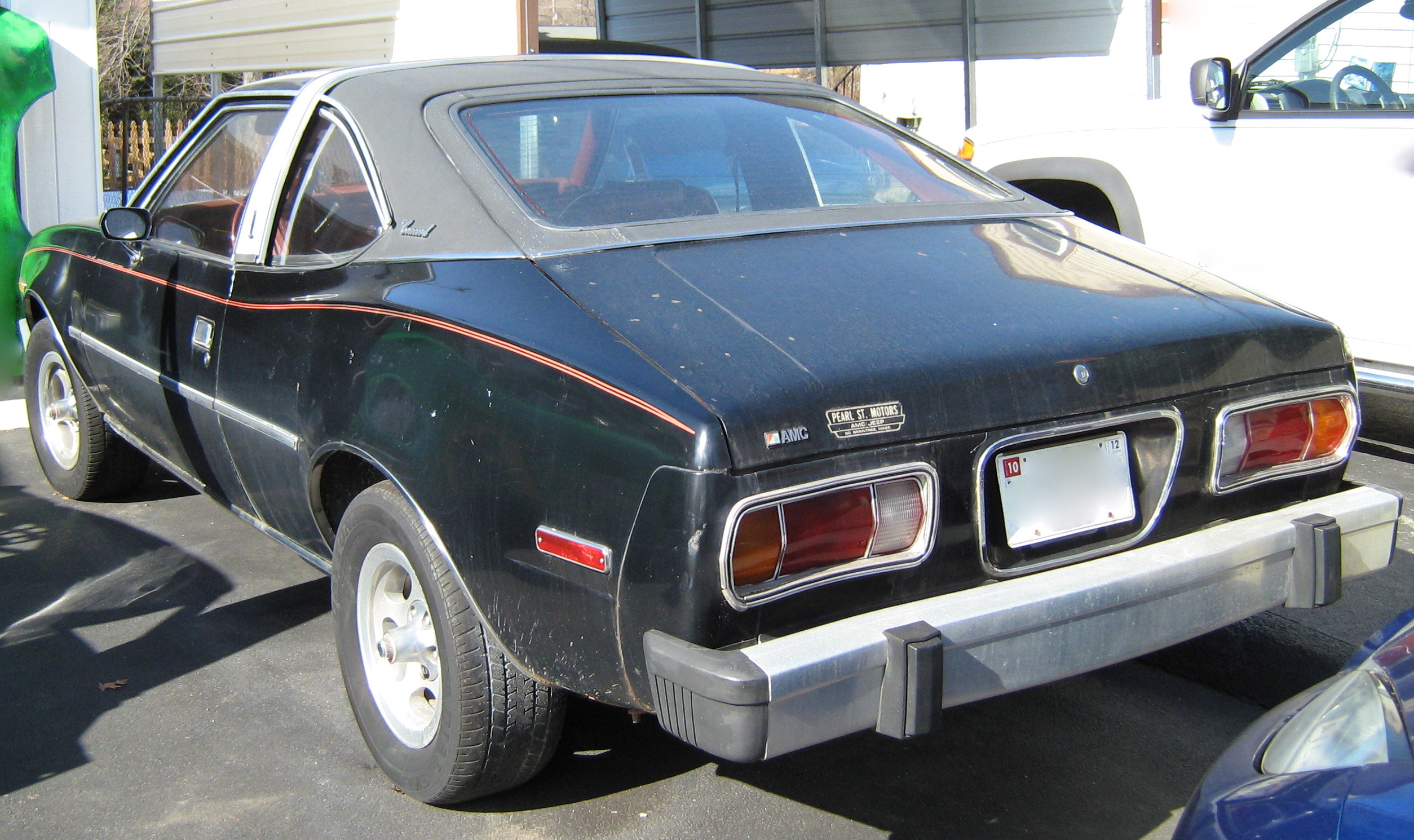
AMC Concord D/L hatchback de 1979

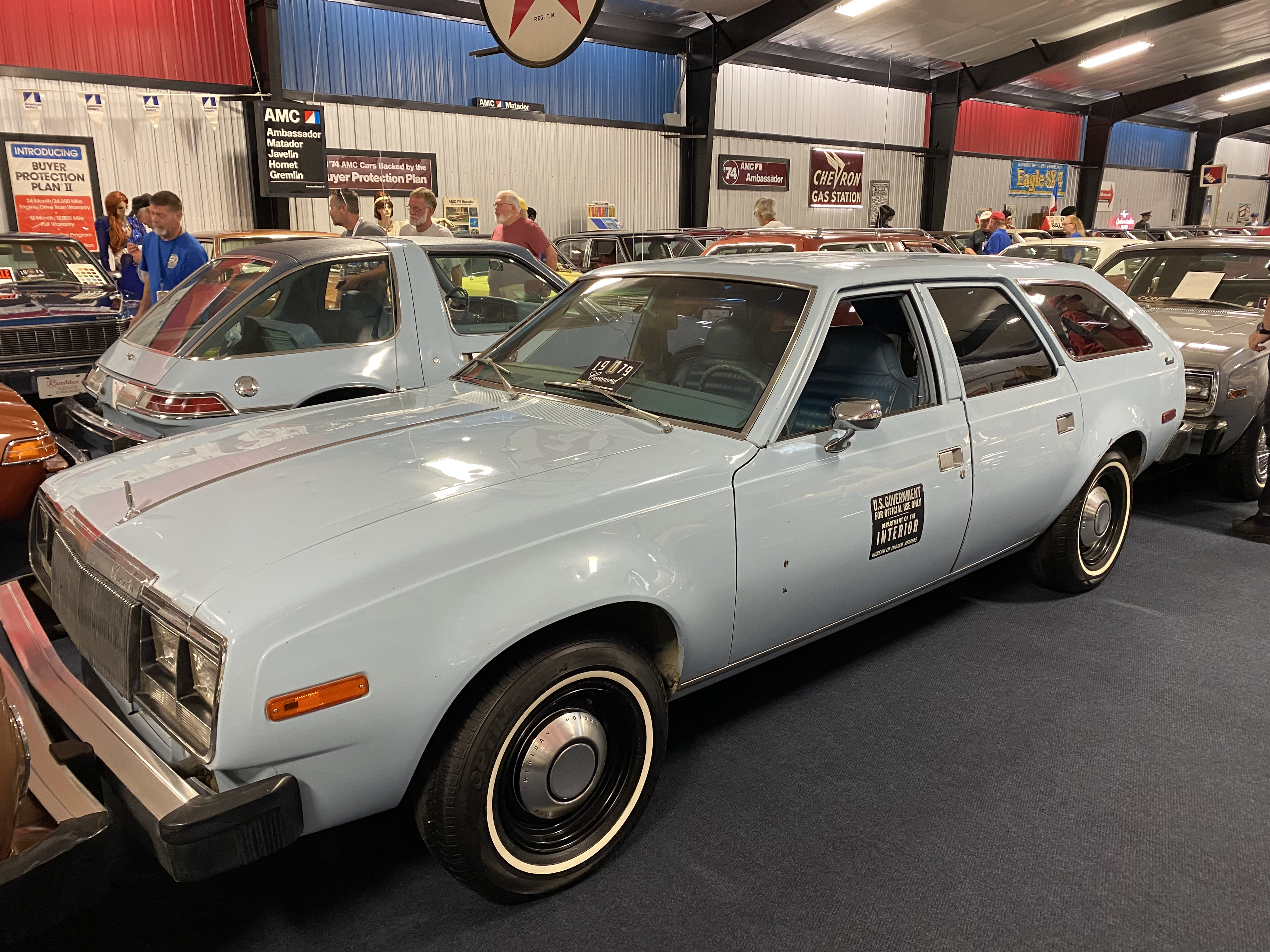
AMC Concord familiar de 1979 usado por el Departamento de Interior de EE. UU.

El año modelo de 1979 vio mejoras moderadas en el Concord. El estilo de la parte delantera cambió apreciablemente, incorporando una parrilla en forma de "cascada" con un fino tratamiento de las barras verticales cromadas, faros rectangulares cuádruples sobre luces de estacionamiento y de señalización delgadas, amplias y claras, y defensas de aluminio más ligeras como novedad en 1979. El sedán D/L recibió un nuevo diseño de techo de vinilo que se extendía solo sobre el compartimiento de pasajeros trasero, que se complementó con molduras cromadas que cubrían el pilar B y envolvían el techo de vinilo en su borde delantero. Una fina pieza de moldura en el borde del techo simulaba el punto de bisagra plegable de un convertible. El paquete D/L, ahora el nivel de equipamiento medio, se extendió al hatchback, al que se le dio una banda de techo tipo Targa de aluminio cepillado y un medio techo de vinilo para diferenciarlo del modelo base.
También se introdujo el modelo "Limited", disponible en los formatos cupé, sedán y familiar. Incluía tapicería de cuero, alfombrado grueso, iluminación de cortesía completa, cubiertas de ruedas del color de la carrocería y una radio AM estándar. El Concord Limited estaba bien equipado con respecto a los automóviles compactos del momento.
Se construyeron versiones especiales para pedidos de flotas con acabado y opciones mínimas, así como la eliminación del asiento trasero y puertas traseras con ventanas que no se podían abrir y sin manijas interiores en las puertas traseras.
El paquete Sport se eliminó en 1979, al igual que la versión AMX que estuvo disponible en la nueva carrocería del Spirit. La transmisión manual de tres velocidades fue una opción "rebajada" para el Concord de 1979. El motor V8 de 304 plg³ (5 L) estaba disponible, pero no era muy popular. El V8 con transmisión automática consumía 15 mpgAm (15,7 L/100 km) en ciudad y 21 mpgAm (11,2 L/100 km) en carretera, mientras que el I6 estándar tenía un consumo de 18 mpgAm (13,1 L/100 km) en ciudad y 26 mpgAm (9 L/100 km) o mejor en carretera (según los hábitos de conducción y la transmisión).
El 1 de mayo de 1979, AMC celebró el 25 aniversario de la fusión Nash-Hudson y lanzó un número limitado de AMC Concord "Aniversario de plata" especialmente configurados para conmemorar el evento. Los modelos de producción limitada recibieron un acabado plateado metálico de dos tonos, techo de vinilo plateado, cubiertas de ruedas de radios de alambre, insignias conmemorativas y el interior tapizado en pana negra o "Caberfae" rojiza.
Una prueba en carretera de la revista "Popular Science" de tres coches compactos tradicionales (AMC Concord, Ford Fairmont y Plymouth Volaré) que se enfrentaron el desafío de los nuevos "automóviles X" con tracción delantera de GM (Chevrolet Citation y Oldsmobile Omega) resumió que AMC se comprometió a prestar servicios a los segmentos de mercado no atendidos por los otros fabricantes de automóviles nacionales, y concluyó que "el Concord tiene el interior más atractivo y ofrece la sensación lujosa de un sedán grande y caro".
Las ventas de la línea Concord totalizaron más de 100.000 unidades durante un año en el que los coches japoneses importados estaban ganando cuota de mercado y los nuevos modelos nacionales de la competencia estaban cambiando a la tracción delantera.

### 1980

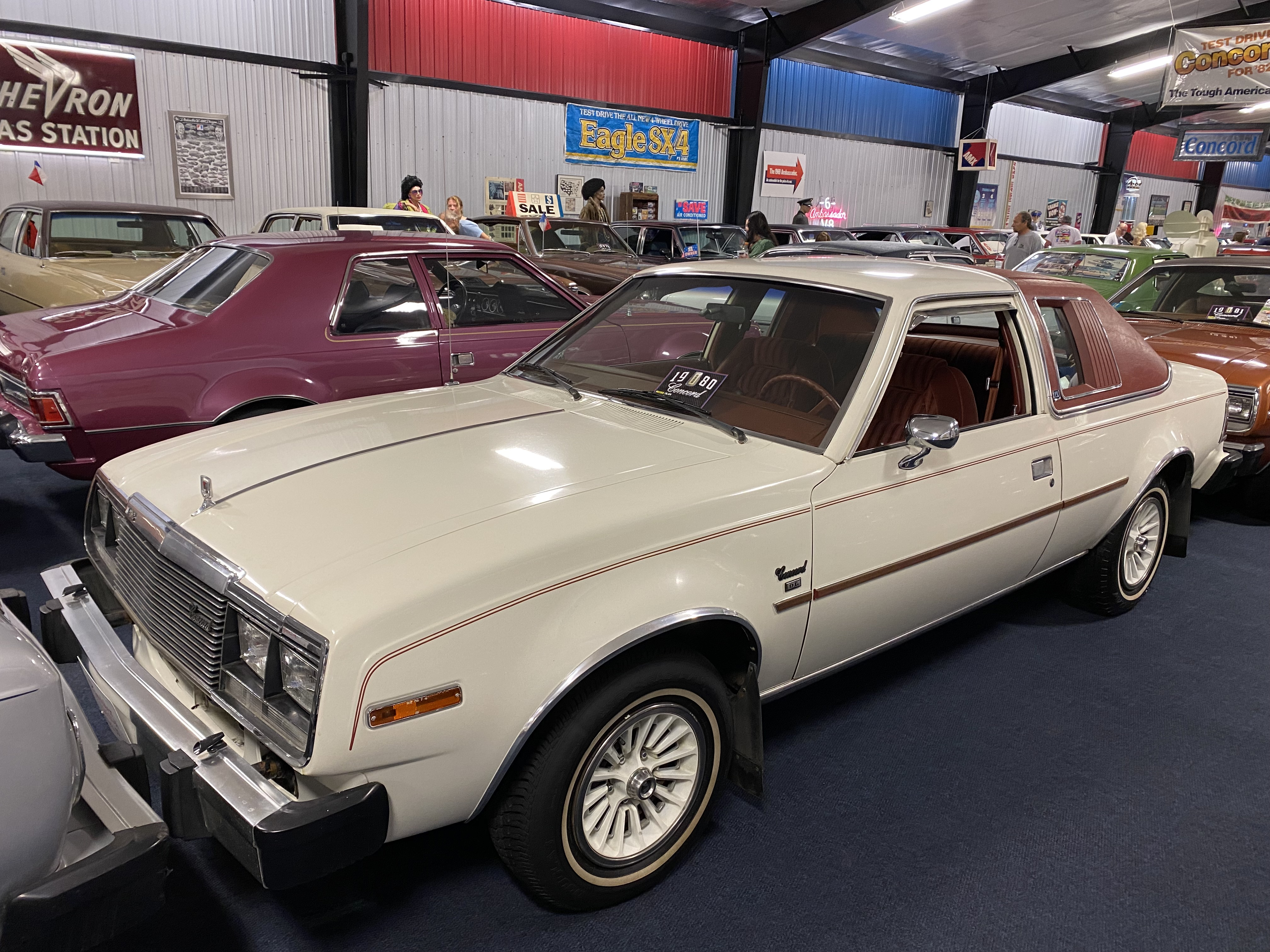
AMC Concord DL cupé de 1980

El hatchback se suspendió en 1980, al igual que la transmisión manual de tres velocidades. El diseño de los modelos Concord recibió una apariencia más suave. Las versiones sedán del D/L y Limited recibieron techos de vinilo completos con ventanas de ópera casi triangulares incrustadas en los pilares C; las versiones cupé recibieron ventanas de ópera cuadradas y molduras de ventana de ópera cromadas revisadas con elementos verticales que ocupaban el espacio entre la ventana y la pieza exterior de la moldura. Los familiares con acabado Limited recibieron pintura opaca y molduras cromadas alrededor de las ventanas de los cuartos traseros. Los sedanes y los cupés básicos conservaron las mismas líneas del techo y el mismo tratamiento que habían lucido los Hornet desde 1970. Las luces traseras se modificaron y recibieron un tratamiento envolvente. Todos los Concord recibieron una nueva parrilla de barras horizontales, con el nombre "Concord" escrito en el lado del conductor, y un nuevo adorno de capó cuadrado con el logotipo tricolor de AMC. Ese mismo año, también se pusieron a disposición opciones como elevalunas y asientos motorizados.
El motor Iron Duke I4 de General Motors también estuvo disponible en 1980 para reemplazar los propulsores de origen VW/Audi que rara vez eran solicitados por los compradores. Los motores V8 de 304 plg³ (5 L) e I6 de 232 plg³ (3,8 L) dejaron de estar disponibles en 1980, dejando solo los motores I4 de 151 plg³ (2,5 L) de GM y los I6 de 258 plg³ (4,2 L) como opciones disponibles.
Todos los AMC fueron tratados de fábrica frente a la corrosión con una protección Ziebart a partir de 1980. Los cambios incluyeron el uso de tornillos de moldura aluminizados, revestimientos de guardabarros internos de plástico, acero galvanizado en cada panel exterior de la carrocería y un baño de inmersión profunda (hasta la línea de la ventana) en resina epoxi. AMC respaldó la protección contra la oxidación de los Concord con una nueva garantía transferible "No Rust Thru" de cinco años. Esto se sumaba al "plan de protección del comprador" integral, una garantía de doce meses/12 000 millas (19 312,1 km) con automóvil de sustitución y protección contra interrupción del viaje que AMC introdujo en 1972, que cubría todo el automóvil excepto los neumáticos.
Aunque era el diseño más antiguo y estaba equipado con el motor más grande de un grupo de familiares que fueron probados en carretera por Popular Science, el Concord registró las mejores cifras de aceleración y economía de combustible (en comparación con el Chevrolet Malibu, el Chrysler LeBaron y el Ford Fairmont). El informe de prueba y conducción resumió que, para muchos clientes, los versátiles automóviles de seis cilindros, como el AMC Concord familiar, eran excelentes sustitutos de los automóviles de tamaño completo.

### 1981

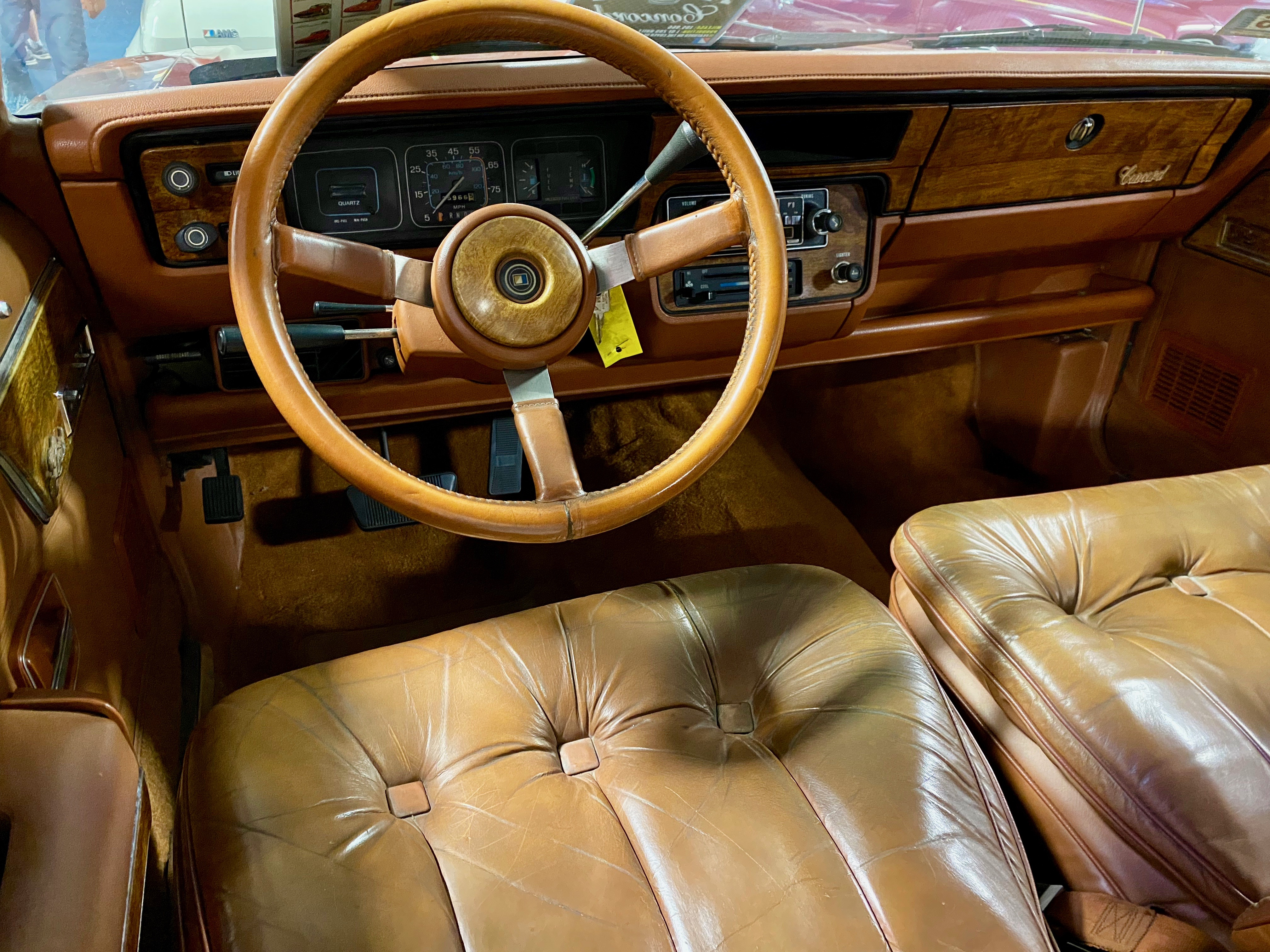
Interior de un AMC Concord Limited de 1981

El Concord de 1981 fue "el más lujoso de todos los compactos estadounidenses". Se presentó con un nuevo tratamiento de parrilla en la parte delantera, que consistía en barras horizontales cromadas más espaciadas que en 1980, y se le añadieron tres barras verticales, una en el centro y dos en el exterior, que dividían las dos mitades en cuartos. Las cubiertas de rueda Noryl que incorporaban un patrón que recordaba a la forma de una estrella de mar eran nuevas en la lista de opciones. Las ventanas de ópera en los sedanes de dos puertas también se rediseñó ligeramente. Todos los AMC se comercializaron como "Tough Americans" en anuncios impresos y televisivos, lo que indicaba el empleo de carrocerías de acero completamente galvanizadas, escapes aluminizados y los procesos integrales de protección contra la oxidación Ziebart de fábrica antes mencionados.
El mayor cambio para el Concord de 1981 fue la disponibilidad de un motor de cuatro cilindros y 151 plg³ (2,5 L), el motor Iron Duke suministrado por GM. El motor I6 258 plg³ (4,2 L) fue rediseñado para 1981 con el propósito de rebajar su peso. Las cifras de economía de combustible para los 49 estados en 1981 fueron:
- 23 mpgAm (10,2 L/100 km) ciudad y 34 mpgAm (6,9 L/100 km) carretera para el cuatro cilindros con cambio manual de cuatro velocidades
- 20 mpgAm (11,8 L/100 km) city y 26 mpgAm (9 L/100 km) para el cuatro cilindros con cambio automático
- 19 mpgAm (12,4 L/100 km) city y 28 mpgAm (8,4 L/100 km) para el seis cilindros con cuatro velocidades
- 19 mpgAm (12,4 L/100 km) city y 26 mpgAm (9 L/100 km) para los seis cilindros más populares con cambio automático

La revista Popular Science recomendó encarecidamente "esta propulsor bien probado" en comparación con el motor estándar de cuatro cilindros. El Concord se probó en carretera con el motor 258, y registró unas mejores cifras de aceleración en comparación con los Dodge Aries, Chevrolet Citation y Ford Fairmont con motores considerablemente más pequeños.
Había cuatro versiones de acabado para las llantas: Las cubiertas de ruedas "personalizadas" completas eran estándar en el modelo Base; las cubiertas de ruedas de estilo completo (acero inoxidable) eran estándar en los Concord D/L; las cubiertas de ruedas de radios de alambre simulados eran estándar en los modelos Limited; y las cubiertas de ruedas de aluminio "Turbocast II" de 14×7 pulgadas eran opcionales en todos los modelos de 1981. Había un total de 15 colores de pintura exterior disponibles: blanco olímpico, negro clásico, plata rápida metalizada, gris acero metalizado, azul medio metalizado, azul claro de luna, oro otoño, verde Sherwood metalizado, bronce camafeo, marrón cobre metalizado, marrón medio metalizado, marrón oscuro metalizado, rojo oriental, rojo vintage metalizado y granate metalizado.
El AMC Concord ofrecía interiores que no solamente tenían un aspecto lujoso, sino que también eran cómodos y tenían un acabado de un nivel similar en apariencia a los costosos coches de lujo estadounidenses. Incluso sin la actualización "Limited" de primera línea, el Concord "fue tapizado con un estilo de primera categoría". Los interiores estaban disponibles en vinilo de "grano de lujo" en negro, azul, beige y nuez moscada. La tela "Rochelle velour" estaba disponible en colores negro, azul, vino, beige y nuez moscada. El cuero solo estaba disponible en el color nuez moscada.

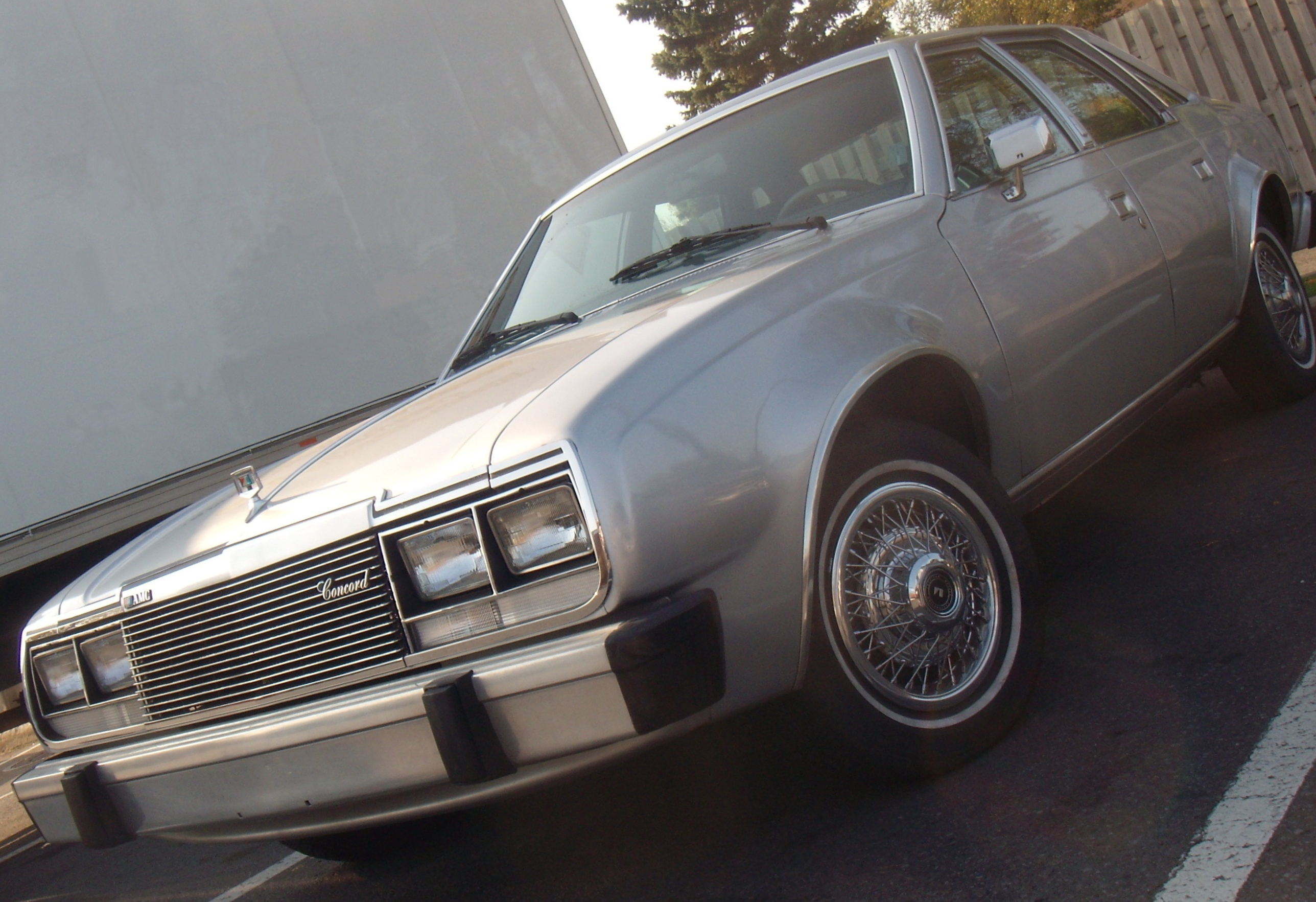
AMC Concord sedán de 1983

### 1982
Los cambios para 1982 también fueron menores. Popular Mechanics señaló que es difícil distinguir los automóviles de 1982 de sus versiones de 1981 porque, por primera vez en la historia, AMC no ha hecho cambios de apariencia. Los cupés DL y Limited vieron la eliminación de los elementos verticales en sus techos de vinilo Landau. Una nueva transmisión manual de 5 velocidades apareció en la lista de opciones, lo que permitió que un Concord con un motor I4 de 151 plg³ (2,5 L) alcanzara hasta 37 mpgAm (6,4 L/100 km) en carretera, según las estimaciones del período de la Agencia de Protección Ambiental de Estados Unidos (EPA). La transmisión automática de 3 velocidades diseñada por Chrysler recibió relaciones más amplias y también se agregaron frenos de disco de baja resistencia, ambos como medidas de ahorro de combustible. El motor I6 de 258 plg³ (4,2 L) presentaba una correa de distribución que accionaba simultáneamente varios dispositivos.

### 1983

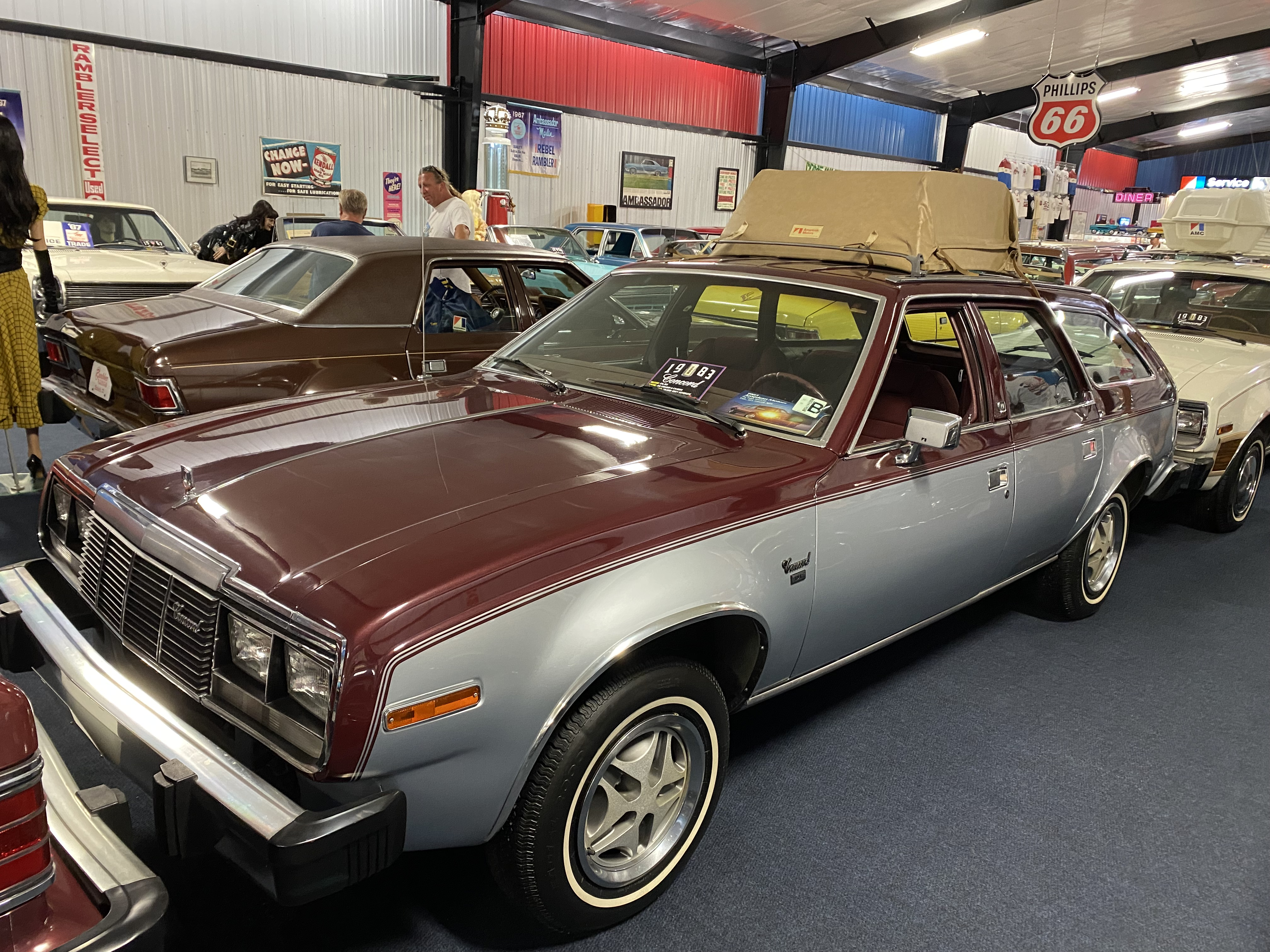
AMC Concord DL familiar de 1983

Los cupés Concord se eliminaron de la gama en 1983, así como el motor I4 de 151 plg³ (2,5 L). El modelo sedán Limited de primera línea se eliminó dejando la base y los sedán de cuatro puertas DL y los familiares base, DL y Limited en la línea Concord. Todos los Concord venían con el motor I6 258 plg³ (4,2 L) y los coches incluían más equipo estándar para su último año modelo.
Las ventas se desaceleraron a raíz de la introducción de los Renault Alliance, que eran automóviles de tracción delantera con motor de 4 cilindros más modernos, que permitían ahorrar combustible, en comparación con el Concord de tracción trasera con su envejecida plataforma. El sedán Sportwagon 18i importado basado en el Renault 18 vendido por los concesionarios AMC/Jeep/Renault también era un sustituto más eficiente. Todos los modelos Concord y Spirit se dejaron de producir a finales del año modelo 1983. El futuro de las series Concord y Spirit de AMC quedó sellado para la década de 1980 cuando los automóviles con tracción trasera fueron reemplazados por modelos con tracción delantera.
Cifras de producción:
|       | Hatchback | Cupé    | Sedén   | Familiar | Total anual |
| ----- | --------- | ------- | ------- | -------- | ----------- |
| 1978  | 2.572     | 50.482  | 42.126  | 23.573   | 118.753     |
| 1979  | 2.331     | 40.110  | 40.134  | 20.278   | 102.853     |
| 1980  | -         | 27.845  | 35.198  | 17.413   | 80.456      |
| 1981  | -         | 15.496  | 24.403  | 15.198   | 55.097      |
| 1982  | -         | 6.132   | 25.572  | 12.106   | 43.810      |
| 1983  | -         | -       | 4.433   | 867      | 5.300       |
| Total | 4.903     | 140.065 | 171.866 | 89.435   | 406.269     |

## AMX

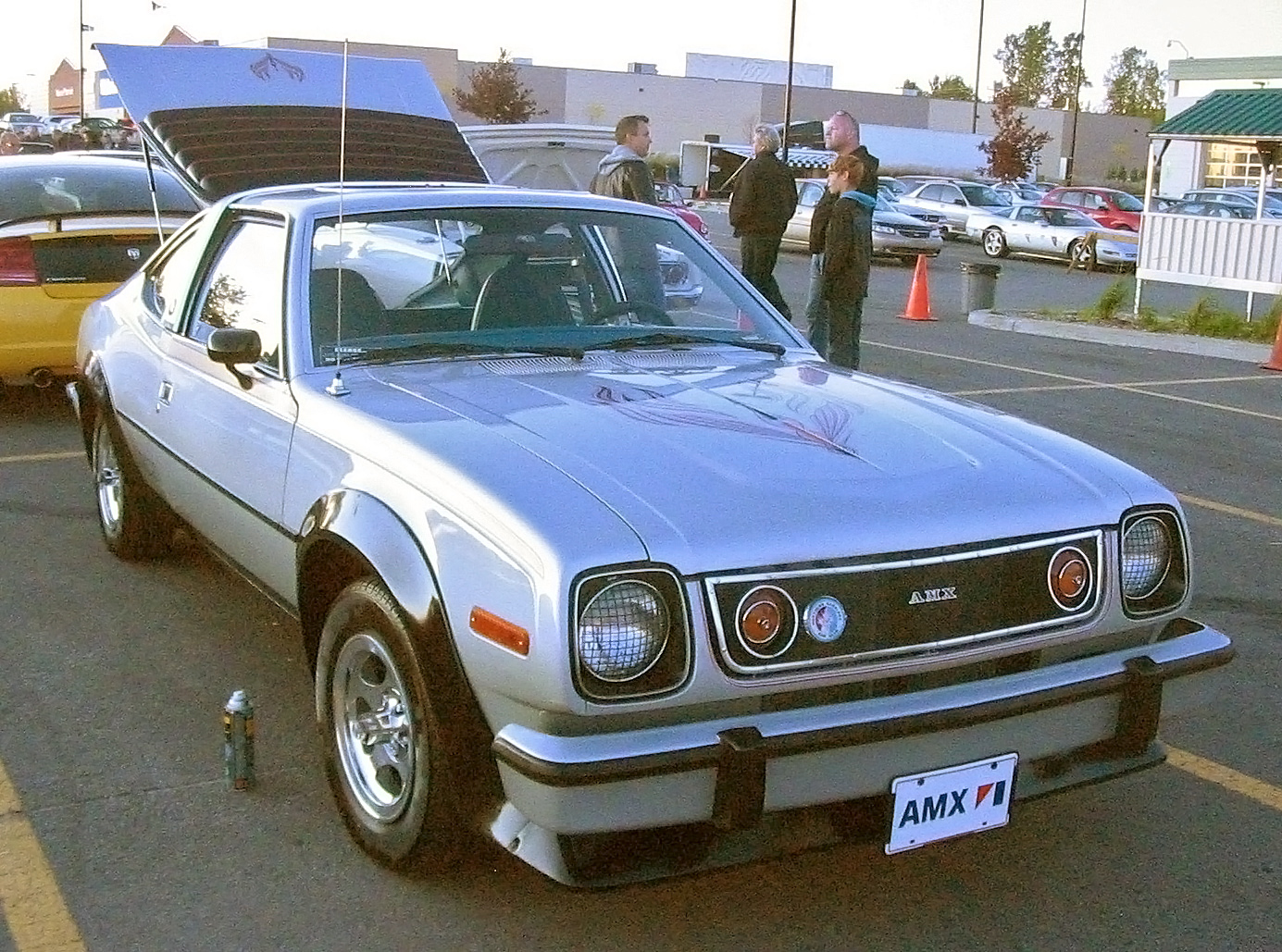
AMC AMX de 1978 en color plata

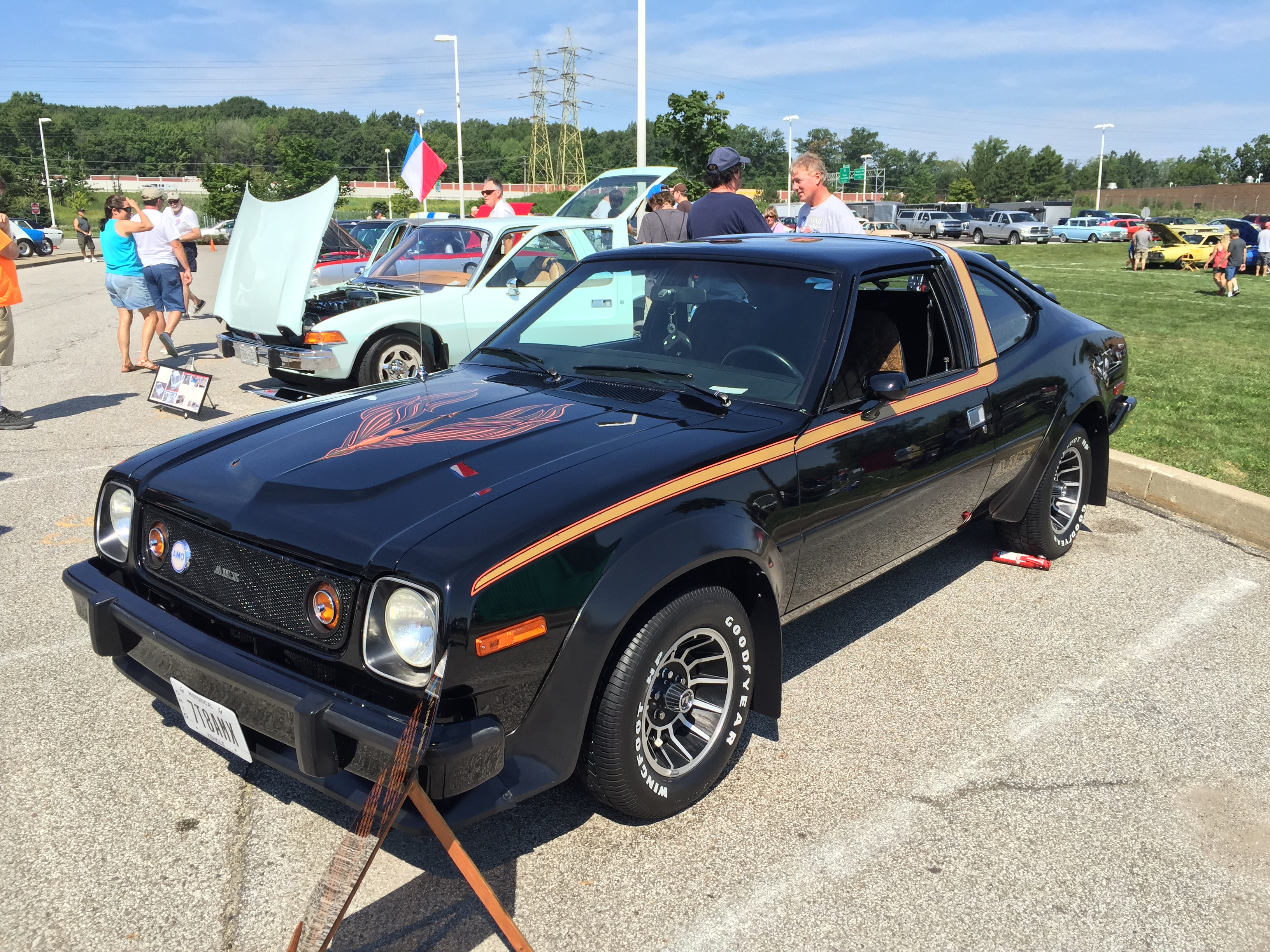
AMC AMX de 1978 de color negro

Reviviendo un nombre asociado con el AMC AMX, un deportivo de alto rendimiento de dos asientos que se presentó 10 años antes, AMC presentó un nuevo modelo en el segmento del mercado de los vehículos de alto rendimiento orientado al público más joven. Basado en la versión hatchback del Concord, el nuevo AMX se convirtió en una serie separada para 1978. El automóvil no tenía emblemas ni rótulos que lo identificasen como un Concord, pero el coche representaba "la expresión de alto rendimiento de la línea Concord" según los periodistas automotrices. En lugar de solo un paquete de opciones como en el modelo hatchback Hornet de 1977, AMC enfatizó la distinción entre sus nuevos Concord orientados al lujo, y la imagen deportiva del nuevo AMX, para lo que separó ambos modelos en sus folletos de ventas de 1978.
En contraste con el Concord hatchback, la versión AMX incluía una fascia delantera diferente con faros redondos simples, una parrilla enrasada, luces de estacionamiento ámbar redondas y un capó abultado que también se usó en el Gremlin. Los motores incluían el I6 de 258 plg³ (4,2 L) estándar con transmisión manual de 4 velocidades o transmisión automática opcional de 3 velocidades con la palanca de cambio sobre el piso, o el motor V8 de 304 plg³ (5 L) opcional con una caja automática de 3 velocidades. Un V8 de 401 plg³ (6,6 L) con una transmisión manual de 4 velocidades podían ser objeto de un pedido especial.
El AMX incluía llantas radiales negras DR78×14 con bandas de acero en los costados también negras, barra estabilizadora delantera, asientos individuales de vinilo, una consola central sobre el piso, "relojes de rally" con tacómetro, revestimientos de aluminio cepillado en el panel de instrumentos, volante deportivo negro de "tacto suave" , y detalles especiales en los paneles de las puertas con bolsillos para mapas. La selección de color interior estándar se limitó a negro, azul o beige, con tapicería opcional en el paquete de acabado "Levi's".
El exterior presentaba una parrilla oscurecida, biseles de los faros, molduras de la ventana trasera, marcos de puertas y ventanillas laterales, placa trasera y brazos del limpiaparabrisas deprimidos, un deflector frontal negro, guardabarros delantero y trasero negros, espejos retrovisores dobles planos negros, rejillas negras en las ventanas traseras, molduras laterales negras en la carrocería, banda de techo plateada "tipo targa", calcomanías "AMX" contrastantes en el costado de la carrocería delante de las aberturas de las ruedas traseras, ruedas plateadas de acero ranuradas, así como defensas pintadas en la carrocería con protectores de caucho negros.
Los colores exteriores se limitaron a Alpine White, Firecracker Red, Sunshine Yellow, Quick Silver Metallic o Classic Black. Solo las versiones pintadas de negro incluían franjas laterales doradas en la carrocería que continuaban hacia arriba y sobre la banda del techo, así como detalles en pintura dorada para las ruedas estándar de estilo ranurado. Estaba disponible una calcomanía remanente del Hornet AMX de 1977 para la cubierta trasera y el capó, en dorado con naranja o negro con dorado. Las ruedas de carretera de 5 radios de aluminio forjado pulido eran opcionales.
Según el periodista automovilístico Michael Lamm, el nuevo AMX tenía "amortiguadores notablemente más ajustados y ofrece una conducción firme y cómoda"; "su paso por las curvas es de lo mejor" con poca inclinación, así como el motor estándar de seis cilindros que combina un buen rendimiento con el ahorro de combustible, y la "caja de cambios de cuatro velocidades que es divertida de usar y tiene marchas muy, muy largas". La campaña de mercado del fabricante de automóviles para el nuevo AMX incluyó un video promocional del distribuidor que se enfocaba en las características de juventud y diversión al volante. La promoción del AMX de 1978 incluyó la serie de televisión La Mujer Maravilla. Se fabricaron aproximadamente 2.500 unidades del AMX para el año modelo de 1978.
El "gran estilo combinado con una pintura llamativa y un manejo eficiente" de los AMX los convierte en "automóviles razonablemente coleccionables" en la actualidad, a pesar de la falta de "auténtico músculo" del modelo.

## Descapotables

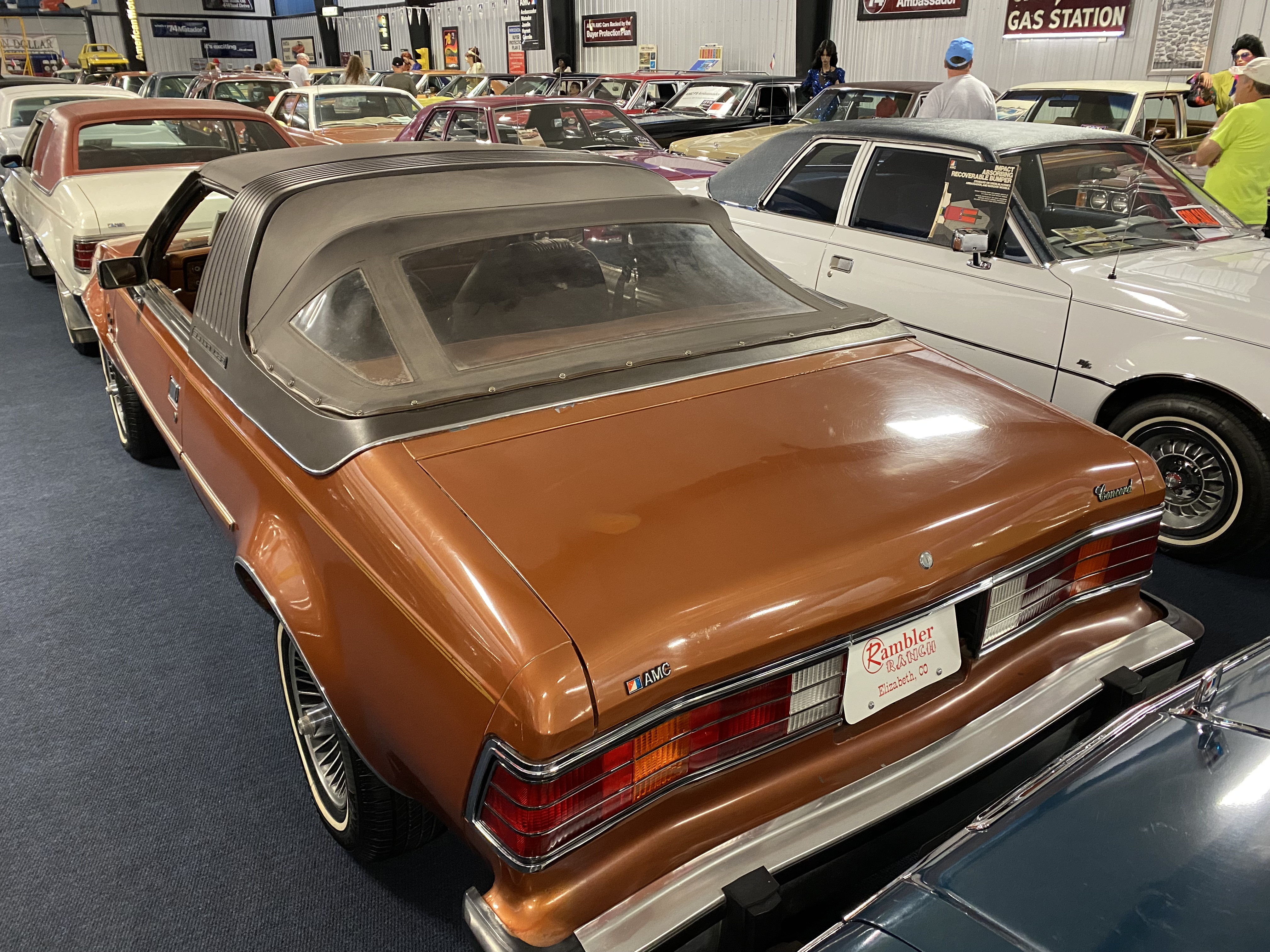
AMC Concord Limited Sundancer convertible de 1981 en el Rancho Rambler

El Sundancer era una conversión descapotable comercializada por la empresa Griffith Company, que estuvo disponible para los años modelo 1981 y 1982, un año antes de la introducción del convertible Chrysler LeBaron de 1982.
Las modificaciones al Concord comenzaban con una carrocería sedán monocasco (unificado) de dos puertas. Para agregar rigidez a la plataforma después de quitarle el techo, se colocaron catorce refuerzos de acero soldados en el tren de rodadura, y también se soldó a los pilares de las puertas una barra tipo targa de acero como protección adicional para el compartimiento de pasajeros. La sección frontal del techo (delante de la barra targa) era un panel ligero de fibra de vidrio extraíble, mientras que la sección trasera de polivinilo se plegaba e incluía una cubierta que se podía colocar hacia abajo como en un tonneau.
Los coches estaban disponibles a través de cualquier distribuidor de AMC, pero se transformaron menos de 200 unidades (versiones Concord y Eagle con tracción en las cuatro ruedas).

## Modelos VAM
El fabricante de automóviles propiedad del gobierno mexicano Vehículos Automotores Mexicanos (VAM) fabricó bajo licencia de AMC una serie de modelos en México, que debían tener al menos un 60 % de piezas de origen local. Los coches venían con diferentes acabados e interiores que los modelos equivalentes fabricados por AMC. Se vendieron como VAM American. Además de los Concord rebautizados, la empresa mexicana desarrolló el VAM Lerma, un modelo basado en la plataforma del sedán Concord de 2 y 4 puertas con la adición del diseño trasero del AMC Spirit.
Todos los motores construidos por VAM eran de diseño AMC, aunque incorporaban los cambios necesarios para emplear gasolina de bajo octanaje y para adaptarse a la gran altitud de muchas zonas de México. Esto incluyó una versión única del motor de AMC de seis cilindros en línea y 282 plg³ (4,6 L). Los motores de cuatro cilindros, el V8 y las posteriores transmisiones manuales de cinco velocidades no estaban disponibles. La transmisión manual de tres velocidades continuó como unidad estándar en los tres modelos básicos hasta 1983, mientras que la transmisión manual de cuatro velocidades se restringió solo a los modelos de alto rendimiento. Las tres versiones de alto nivel de acabado estaban limitadas a la transmisión automática de tres velocidades como estándar y única opción. Los modelos hatchback no estaban disponibles en versión básica o DL, ni para los modelos Sundancer convertidos por Griffith.

#### Rallies
El American AMX Rally participó con el apoyo oficial de VAM en las competiciones organizadas por la Comisión Nacional de Rallyes de México en 1978. La unidad pintada de plata fue conducida por el piloto mexicano y miembro del equipo Jorge Serrano, conduciendo una versión prototipo con motor I6 ("4.6/X") de 282 plg³ (4,6 L) de alto rendimiento, que luego se usó en los modelos American 06/S y Rally GT. Los coches se convirtieron en campeones nacionales en las categorías de marca y navegación, mientras que el equipo Ford de México logró el campeonato de pilotos. Para el Rally México de 1979, el equipo de VAM cambió a dos coches Gremlin X.

## Carreras
Solo tres o cuatro pilotos corrieron con el AMC Concord en los Estados Unidos.
Tom Reffner, que ganó sesenta y siete pruebas conduciendo un AMC Javelin durante la temporada de 1975, hizo campaña con su AMX de 1978 en carreras que incluyeron ganar la apertura del ARTGO el 8 de abril en 1979 en el Circuito Madison Capital de Wisconsin, con temperaturas justo por encima del punto de congelación. También estableció el récord de la pista del Circuito Internacional de Wisconsin, con una velocidad promedio de 89,3 millas por hora (144 km/h) (20.155 segundos por vuelta durante las pruebas contrarreloj), pero quedó segundo en la carrera principal NKG 50, solo dos posiciones por detrás de Dick Trickle. Durante la temporada, Reffner obtuvo 21 victorias destacadas, a las que agregó 16 más en 1979 con el AMX, continuando así con un récord de carreras "sobresaliente" en coches AMC desde 1975 hasta su accidente en Elko en 1979.
Se inscribió un AMC Concord en el Desafío Mundial para Conductores de Resistencia de 1978. El coche comenzó la prueba de resistencia en las 6 Horas de Talladega Camel GT Challenge con otros 40 coches, pero corrió solo una vuelta el 4 de febrero de 1978. El mismo coche luego corrió las 6 Horas Pepsi Champion Spark Plug Challenge de la IMSA en el circuito de Daytona tres días después y terminó en el puesto 17 (entre 71 coches) con 130 vueltas. El 9 de marzo de 1978, el Concord ocupó el puesto 27 (de 70 inscritos) con 162 vueltas compitiendo en el 6 Hour Champion Spark Plug Challenge en Road Atlanta.
Buzz Dyer compitió en la costa oeste de 1978 a 1981 con un AMC Concord de 1979, con un motor AMC V8 de 366 plg³ (6 L) preparado por Traco Engineering, que estaba originalmente en el AMC Matador del Equipo Penske que ganó la prueba de apertura de la temporada de 1973 en Riverside, conducido por Mark Donohue. El Concord compitió en seis eventos Trans Am, así como en pruebas de la IMSA. El automóvil participó en las siguientes carreras del Kelly American Challenge: Road Atlanta y Mid-Ohio de 1979, Golden State de 1980 y Portland, así como los eventos de Sears Point y Portland de 1981. El 14 de junio de 1982, Buzz Dyer estableció un récord al escalar 37 posiciones cuando comenzó en el puesto 48 en su Concord y terminó la carrera de Portland en la undécima posición, una hazaña que se mantuvo en la Serie SCCA NTB Trans-Am hasta la temporada de 1998. Este Concord corrió con otros pilotos en las carreras SCCA GT-1 hasta 1990.

## Motores experimentales
La versión  VAM Lerma del Concord sirvió como vehículo promocional y de prueba para un motor Stirling. Se equipó un sedán de cuatro puertas de 1980 con un motor P-40 y se utilizó para informar al público sobre el motor Stirling. Además, un vehículo de prueba de ingeniería AMC Spirit de 1979 también se probó exhaustivamente para desarrollar y demostrar alternativas prácticas a los motores tradicionales. Las pruebas demostraron que el tipo de motor "podría convertirse en un propulsor automotriz para vehículos de pasajeros con resultados favorables".
Un AMC Concord de 1980 sirvió como vehículo de prueba en el estudio de diseño conceptual del sistema de propulsión automotriz de turbina de gas mejorada (IGT). Trabajando bajo un contrato de la NASA para la División de Desarrollo de Tecnología Automotriz del U.S. DOE, Williams Research realizó el diseño y el análisis del motor de turbina de gas, mientras que AM General (subsidiaria de AMC) realizó los estudios de las instalaciones del vehículo, que suministró con la transmisión, el tren motriz y los accesorios habituales. El sedán de dos puertas usaba una turbina de gas de doble rotor con boquilla de turbina de potencia variable y una transmisión automática de 3 velocidades para un sistema de tracción trasera convencional. Williams Research realizó todo el análisis de rendimiento y economía de combustible, y el Concord impulsado por turbina cumplió con las expectativas. El informe final estimó que el vehículo IGT tendría un costo del orden de un 10 % más alto que el motor de pistón convencional, sobrecosto del que menos de la mitad correspondería al motor de turbina, mientras que el resto sería el resultado de adaptar los sistemas de producción de vehículos existentes. Sin embargo, las mejoras en el ahorro de combustible, así como la reducción del mantenimiento y las reparaciones, darían como resultado un ahorro de costos del ciclo de vida general del 9 % para el vehículo de turbina.

## Solargen eléctrico

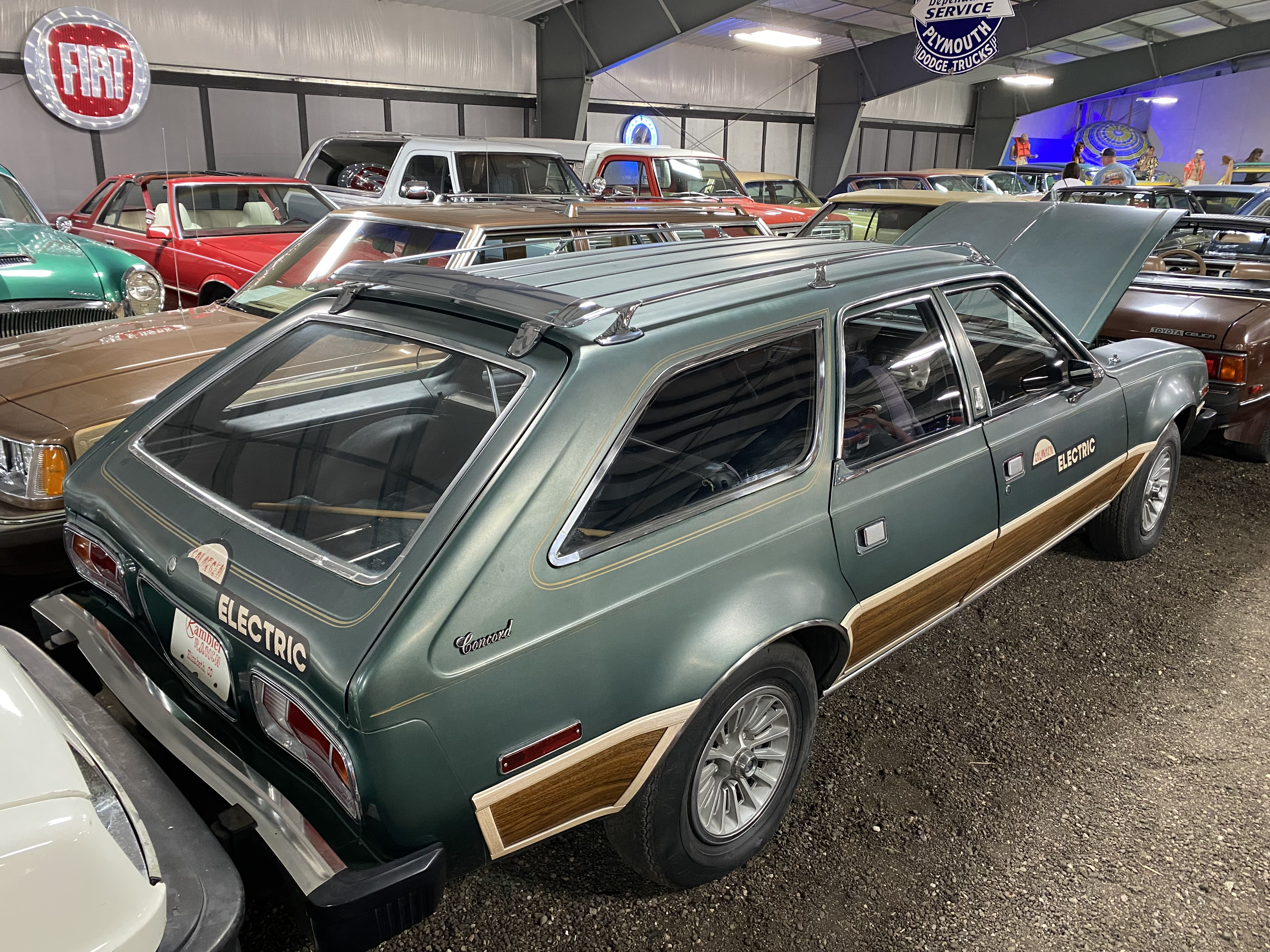
AMC Concord familiar de 1979 preparado por Solargen Electric

### Desarrollo
La Solargen Electric Motor Car Company produjo los AMC Concord propulsados por baterías durante 1979 y 1980. La idea fue desarrollada por Steven J. Romer, un abogado de Manhattan, quien obtuvo una subvención del Departamento de Energía de los Estados Unidos (DOE) para construir un automóvil eléctrico en 1979. La empresa también recibió incentivos y la posibilidad de emplear unos edificios vacíos en la ciudad de Cortland (Nueva York). Las negociaciones previas de Romer incluyeron la promesa del reinicio de la producción de camiones diésel en 1977, junto con una línea de coches eléctricos con carrocería Subaru, utilizando las instalaciones originales de la Brockway Motor Company en Cortland.
El plan de Solargen era comprar gliders (coches sin motor) del modelo Concord familiar de AMC, para instalarles un motor eléctrico de corriente continua y baterías. Los coches debían utilizar baterías recargables de cristal de plomo, más robustas y resistentes, que Romer había comprado a sus inventores. El objetivo era que el Solargen Electric fuera como un automóvil de pasajeros compacto normal, en lugar de los diseños inusuales de los otros vehículos eléctricos del mercado. Permitía viajar 60-65 millas (97-105 km) sin necesidad de recargar y alcanzaba hasta 90 millas por hora (145 km/h). Iba a tener un precio de 9.500 dólares, y podía recargarse completamente con un enchufe doméstico de 110 voltios en unas seis horas, o en la mitad de ese tiempo con 220 voltios, mientras que la futura instalación de unidades de recarga de 440 voltios (que funcionarían con monedas) en las estaciones de servicio en las carreteras, se afirmó que podrían recargar las baterías en minutos.

### Producción

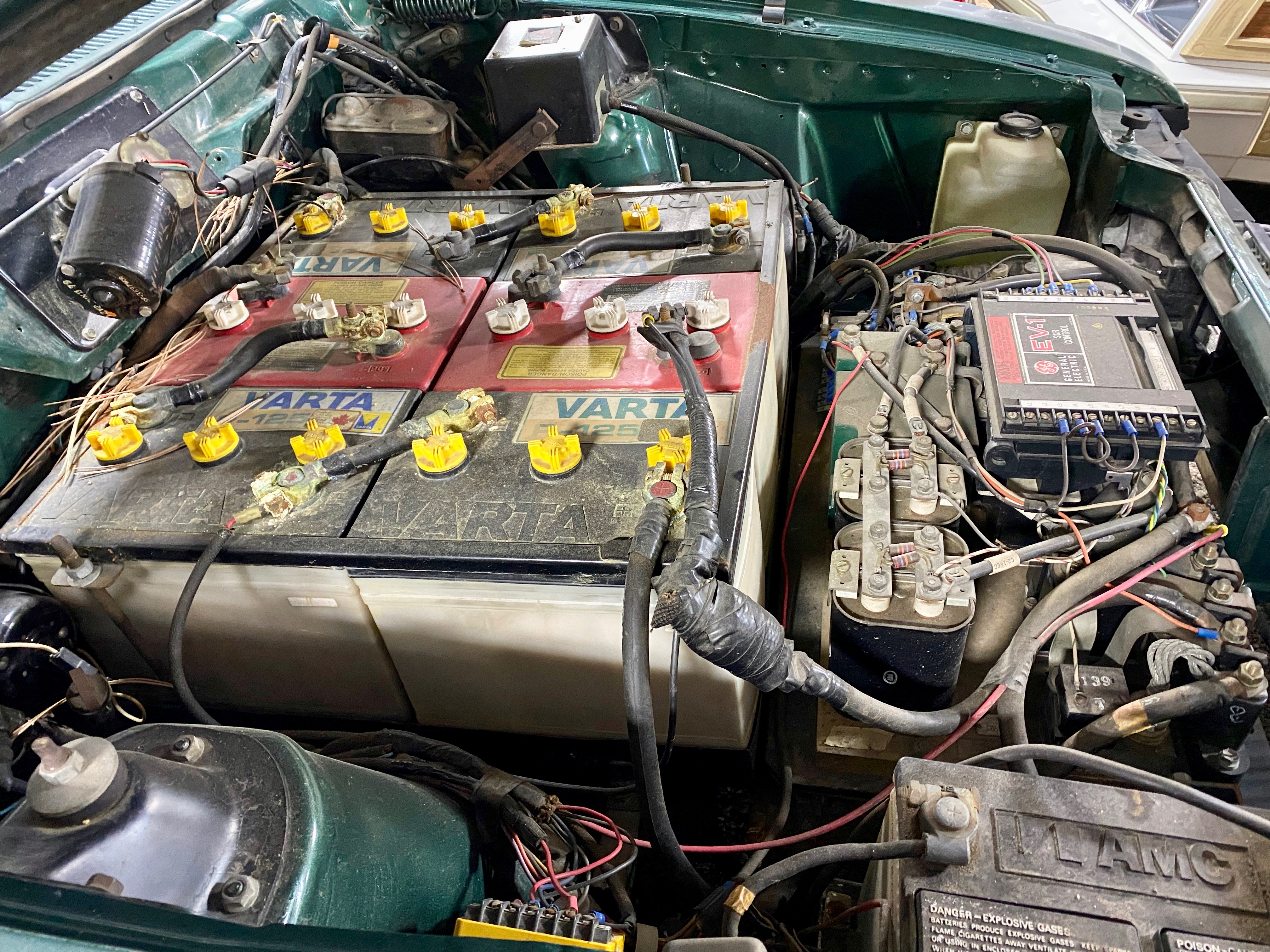
Paquete de baterías y controlador del motor de CC del AMC Concord preparado por Solargen Electric

Solargen comenzó a establecer concesionarios, y se planeó abrir treinta en todo el condado a finales de octubre de 1979. Sin embargo, surgieron problemas con las nuevas baterías avanzadas, por lo que los coches se equiparon con 20 baterías convencionales de plomo y ácido colocadas debajo del capó y por debajo del compartimento de almacenamiento trasero del familiar. El Solargen en realidad disponía de una autonomía de 30-32 millas (48-51 km) después de una carga de 12 horas, y no podía alcanzar la velocidad habitual de las autopistas. Los coches de batería eran "notablemente silenciosos... el único sonido perceptible era un 'chirrido' eléctrico diseñado intencionalmente en el diseño para advertir a los peatones durante una aceleración de hasta 18 mph" (29 km/h). Los coches tenían un precio de alrededor de 17.000 dólares.
La corta producción de familiares Concord adaptados por Solargen se detuvo a finales de diciembre de 1979 debido a retrasos en la recepción de un "componente principal", según funcionarios de la compañía. Posteriormente, Solargen presentó una demanda de 2.200 millones de dólares contra AMC, alegando que el fabricante de automóviles conspiró e incumplió un acuerdo vinculante para suministrar 3.000 unidades del Concord sin tren motriz a 3.000 dólares cada uno y luego no solo aumentó el precio a 4.593, sino que también retrasó su entrega. La demanda también alegó que el aumento de precios y los retrasos fueron el resultado de la presión de General Motors "con el fin de sabotear las perspectivas de éxito comercial de Solargen" y que AMC formaba parte de una conspiración con GM que suponía una violación de la Ley Sherman Antitrust.

### Legado
Continuando con la inusual historia de la empresa y de sus negocios, se cree que Romer se fugó a Sierra Leona en 1991 con 25 millones de dólares sustraídos a 40 clientes diferentes. Posteriormente, Romer fue condenado por estafar 7 millones de dólares a sus inversores, además de recibir una sentencia de prisión de 22 años. Algunos de los automóviles Solargen se transformaron para funcionar con motores de explosión AMC (incluido el "automóvil de demostración personal del propietario de Solargen") y solo se conservan algunos de los familiares Concord eléctricos originales, mientras que la mayoría no están operativos cuando se venden.

## El Concord en las películas
La película de 1978, The Betsy es una historia sobre una fábrica de coches de propiedad familiar y sus esperanzas de volver a la rentabilidad con un nuevo modelo. Se pueden ver automóviles Concord reales de 1978 mientras se completaban y pintaban en la línea de ensamblaje de AMC en Kenosha.
La película En busca de la felicidad se valía de la aparición de un AMC Concord para situar la trama en la década de 1980.
American Motors fue patrocinador del programa de televisión La Mujer Maravilla en algunas temporadas y, como resultado, el personaje principal empleaba coches de AMC como el Concord AMX de 1978, que contaba con una extensa presencia ante las cámaras en la serie.

## Epílogo

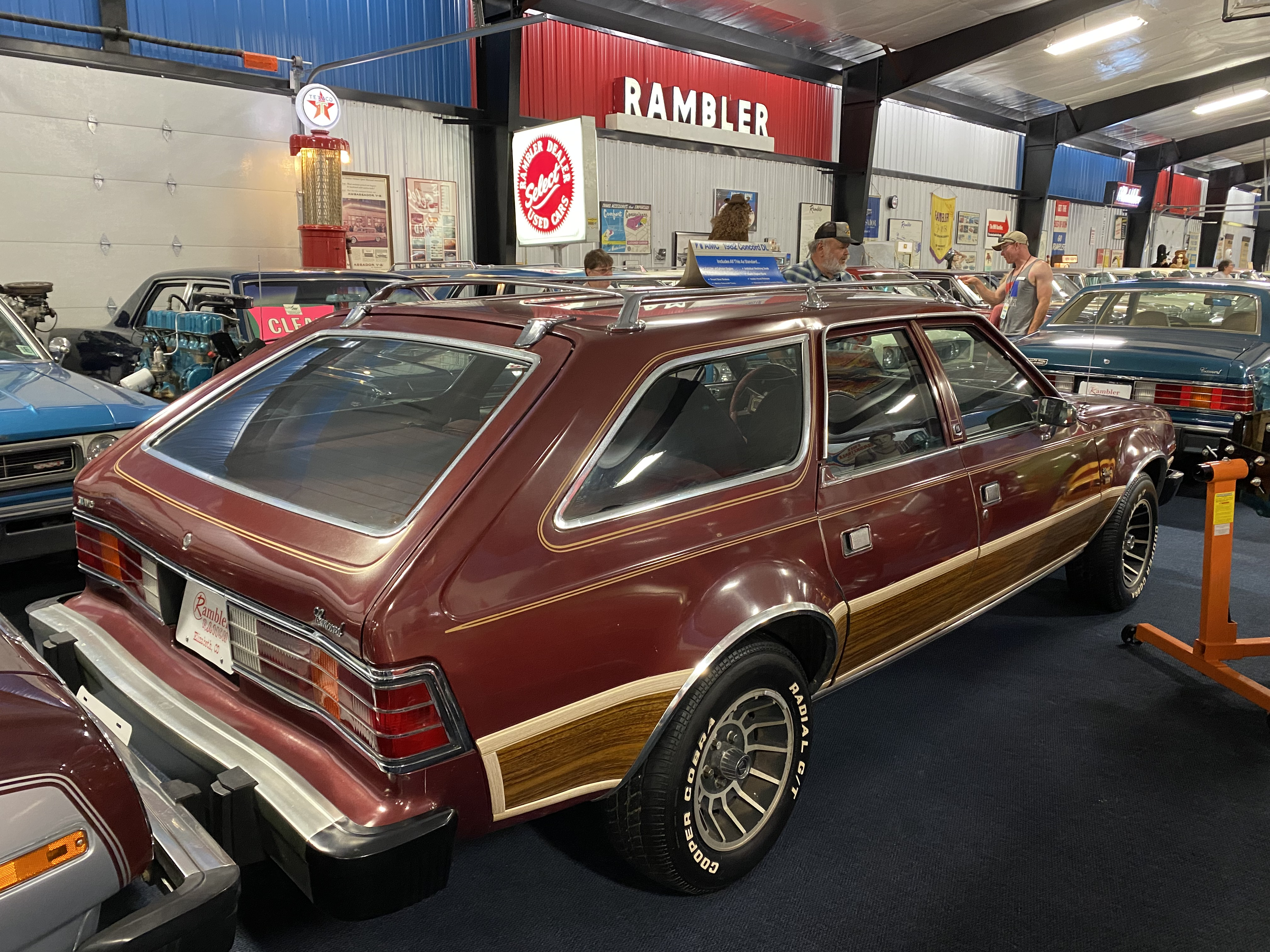
AMC Concord D/L familiar

El Concord fue "la última mejor oportunidad de AMC para tratar de permanecer en el mercado con un automóvil diseñado en Estados Unidos", hasta que se suspendió su producción después de 1983. Después de fabricar más de 406.000 unidaddes del Concord, AMC abandonó la línea e hizo que su sucesor fuera un modelo más pequeño con tracción delanteras, el Renault Alliance, un automóvil que alejó de la compañía a muchos compradores leales a AMC.
El Concord se construyó sobre la plataforma "junior" de AMC, que también sirvió como base para el AMC Eagle con tracción en las cuatro ruedas, que según el especialista Don Sherman "fue pionero en la configuración SUV crossover" y que de acuerdo con Marty Padgett "precedió a toda una generación de vehículos derivados". El AMC Eagle permaneció en producción hasta después de que Chrysler comprara AMC a mediados del año modelo de 1988.
Para 1987, AMC introdujo el Medallion, un modelo importado para reemplazar al Concord, así como el 18i/Sportwagon basado en Renault 18 de tamaño similar pero de baja venta, que se había vendido en los concesionarios de AMC entre 1981 y 1986. El Medallion, al igual que sus predecesores 18i/Sportwagon, tampoco se vendió en grandes cantidades y Chrysler canceló las importaciones a finales de 1989.
En 1993, Chrysler presentó la plataforma LH para producir sedanes de tamaño completo, construidos en la misma fábrica de Brampton (Ontario), que el Renault desarrollado por AMC y derivado del Eagle Premier. Significativamente más grande que el AMC Concord, el buque insignia de la gama LH recibió un nombre parecido, siendo bautizado como Chrysler Concorde.